# Danh sách chi khủng long
Dưới đây là danh sách toàn bộ các chi khủng long đã biết thuộc liên bộ Dinosauria, trừ lớp Aves (chim). Danh sách này bao gồm cả những chi mà bây giờ không được xem là khủng long, hoặc đang trong vòng nghi ngờ (nomen dubium), hoặc chưa được công bố chính thức (nomen nudum), cũng như những tên gọi khác của chúng. Rất nhiều tên trong danh sách này đã được phân loại lại thành chim, cá sấu, thậm chí còn có gỗ hóa đá nữa. Tổng cộng có 1630 tên, trong đó khoảng 1224 là tên của các chi khủng long hợp lệ hiện nay hoặc nomen dubium.

## Phạm vi và thuật ngữ
Hiện không có danh sách chính thức nào về các chi khủng long. Gần nhất là Danh sách Các chi khủng long, được biên soạn bởi chuyên gia danh pháp sinh học George Olshevsky, công bố trực tuyến lần đầu vào năm 1995 và được cập nhật thường xuyên. Nguồn chung có thẩm quyền nhất trong lĩnh vực này là ấn bản thứ hai (2004) của The Dinosauria. Phần lớn các chi khủng long ở đây dựa trên danh sách Olshevsky (và do đó không có chú thích); tất cả các quyết định chủ quan khác (như đồng nghĩa thứ hoặc không phải là khủng long) được dựa trên The Dinosauria, trừ khi chúng xung đột với quan điểm chính thống. Những trường hợp khác này có chú thích riêng.
Các thuật ngữ kỹ thuật được sử dụng tại đây gồm:
- Đồng nghĩa thứ: là một tên đặt cho một đơn vị phân loại đã được công bố và đặt tên trước đó. Nếu hai hay nhiều chi đã được phân loại chính thức và được đặt tên nhưng sau này lại gộp thành một chi, thì tên đầu tiên được công bố là đồng nghĩa sơ, tất cả các trường hợp khác là đồng nghĩa thứ. Chỉ trong những trường hợp đặc biệt (xem Tyrannosaurus), đồng nghĩa thứ mới được sử dụng, tất cả các trường hợp khác, đồng nghĩa sơ chiếm vị trí ưu tiên, kể cả khi bị phản đối. Thường thì đồng nghĩa thứ mang tính cách cá nhân, trừ trường hợp 2 đồng nghĩa thứ cùng mô tả một chi.
- Tên tiền hữu: là một tên được chính thức công bố, nhưng sau đó phát hiện ra (hoặc lầm rằng đã phát hiện ra) nó đã được sử dụng cho một đơn vị phân loại khác. Lần sử dụng thứ hai này là không hợp lệ (cũng như tất cả các lần tiếp theo) và tên của nó phải được thay thế bằng một tên khác (tên thay thế). Nếu như lầm, tên thay thế này thành tên thay thế không cần thiết, và tên tiền hữu được sử dụng. Còn nếu không thì tên thay thế được sử dụng.
- Nomen nudum (tiếng Latinh có nghĩa "tên chưa có căn cứ"): là một tên đã xuất hiện trong in ấn nhưng vẫn chưa được công bố chính thức bởi các tiêu chuẩn của ICZN. Nomina nuda (số nhiều của nomen nudum) chưa được xem là hợp lệ, và do đó không được in nghiêng trong danh sách này như những tên chính thức. Nếu sau đó nó được công bố hợp lệ, không còn là nomen nudum, thì nó sẽ được in nghiêng. Thường thì tên chính thức sẽ không giống với bất kì nomina nuda nào.
- Nomen manuscriptum (tiếng Latinh có nghĩa là "tên bản thảo"): là một tên xuất hiện trong bản thảo của xuất bản khoa học chính thức.
- Nomen oblitum (tiếng Latinh có nghĩa là "tên bị quên lãng"): là một tên được đề xuất nhưng trong vòng hơn 50 năm qua không được sử dụng tới trong cộng đồng khoa học.

## A
- Aachenosaurus – một mẫu gỗ hóa đá.
- Aardonyx
- "Abdallahsaurus" – nomen nudum, có lẽ là Giraffatitan
- Abdarainurus
- Abelisaurus
- Abrictosaurus
- Abrosaurus
- Abydosaurus
- Acantholipan
- Acanthopholis
- Achelousaurus
- Acheroraptor
- Achillesaurus
- Achillobator
- Acristavus
- Acrocanthosaurus
- Acrotholus
- Actiosaurus – một Choristodera
- Adamantisaurus
- Adasaurus
- Adelolophus
- Adeopapposaurus
- Adratiklit
- Adynomosaurus
- Aegyptosaurus
- Aeolosaurus
- Aepisaurus
- Aepyornithomimus
- Aerosteon
- Aetonyx – có lẽ là đồng nghĩa thứ của Massospondylus
- Afromimus
- Afrovenator
- Agathaumas - có lẽ là đồng nghĩa của Triceratops
- Aggiosaurus – một crocodilia metriorhynchidae
- Agilisaurus
- Agnosphitys – có lẽ không phải khủng long
- Agrosaurus – có lẽ là đồng nghĩa thứ của Thecodontosaurus
- Agujaceratops
- Agustinia
- Ahshislepelta
- "Airakoraptor" - nomen nudum
- Ajancingenia - đồng nghĩa của Heyuannia
- Ajkaceratops
- Ajnabia
- Akainacephalus
- Alamosaurus
- Alaskacephale
- Albalophosaurus
- Albertaceratops
- Albertadromeus
- Albertavenator
- Albertonykus
- Albertosaurus
- Albinykus
- Albisaurus – một loài bò sát không phải khủng long
- Alcovasaurus
- Alectrosaurus
- Aletopelta
- Algoasaurus
- Alioramus
- Aliwalia – có lẽ là đồng nghĩa thứ của Eucnemesaurus
- Allosaurus
- Almas
- Alnashetri
- Alocodon
- Altirhinus
- Altispinax
- Alvarezsaurus
- Alwalkeria
- Alxasaurus
- Amanzia
- Amargasaurus
- "Amargastegos" - nomen nudum
- Amargatitanis
- Amazonsaurus
- Ambopteryx
- Ammosaurus – đồng nghĩa thứ của Anchisaurus
- Ampelosaurus
- Amphicoelias
- "Amphicoelicaudia" – nomen nudum; có lẽ là Huabeisaurus
- "Amphisaurus" – tên tiền hữu, tên hiện tại là Anchisaurus
- Amtocephale
- Amtosaurus – có lẽ là Talarurus
- Amurosaurus
- Amygdalodon
- Anabisetia
- Analong
- Anasazisaurus
- Anatosaurus – đồng nghĩa thứ của Edmontosaurus
- Anatotitan – đồng nghĩa thứ của Edmontosaurus
- Anchiceratops
- Anchiornis
- Anchisaurus
- Andesaurus
- "Andhrasaurus" – nomen nudum
- Angaturama – có lẽ là đồng nghĩa thứ của Irritator
- "Angloposeidon" – nomen nudum
- Angolatitan
- Angulomastacator
- Anhuilong
- Aniksosaurus
- Animantarx
- Ankistrodon – một proterosuchid archosauriform
- Ankylosaurus
- Anodontosaurus
- Anomalipes
- Anoplosaurus
- Anserimimus
- Antarctopelta
- Antarctosaurus
- Antetonitrus
- Anthodon – một pareiasauria
- Antrodemus – có lẽ là Allosaurus
- Anzu
- Aontiraptor
- Aorun
- Apatodon – có lẽ là đồng nghĩa thứ của Allosaurus
- Apatosaurus
- Appalachiosaurus
- Aquilarhinus
- Aquilops
- Aragosaurus
- Aralosaurus
- Aratasaurus
- "Araucanoraptor" – nomen nudum; Neuquenraptor
- Archaeoceratops
- Archaeodontosaurus
- Archaeopteryx - có lẽ là chim
- "Archaeoraptor" – cũng được biết đến như chim Yanornis và dromaeosauria Microraptor
- Archaeornis – đồng nghĩa thứ của Archaeopteryx
- Archaeornithoides
- Archaeornithomimus
- Archaeovolans – đồng nghĩa thứ của chim Yanornis
- Arcovenator
- Arctosaurus – một loại bò sát không phải khủng long
- Arcusaurus
- Arenysaurus
- Argentinosaurus
- Argyrosaurus
- Aristosaurus – đồng nghĩa thứ của Massospondylus
- Aristosuchus
- Arizonasaurus – một rauisuchia
- Arkansaurus
- Arkharavia
- Arrhinoceratops
- Arstanosaurus
- Asfaltovenator
- Asiaceratops
- Asiamericana – cá
- Asiatosaurus
- Asilisaurus - có lẽ không phải khủng long
- Astrodon
- Astrodonius – đồng nghĩa thứ của Astrodon
- Astrodontaurus – đồng nghĩa thứ của Astrodon
- Astrophocaudia
- Asylosaurus
- Atacamatitan
- Atlantosaurus
- Atlasaurus
- Atlascopcosaurus
- Atrociraptor
- Atsinganosaurus
- Aublysodon
- Aucasaurus
- "Augustia" – tên tiền hữu, tên hiện tại là Agustinia
- Augustynolophus
- Auroraceratops
- Aurornis
- Australodocus
- Australovenator
- Austrocheirus
- Austroposeidon
- Austroraptor
- Austrosaurus
- Avaceratops
- "Avalonia" – tên tiền hữu, tên hiện tại là Avalonianus
- Avalonianus – không phải khủng long. Một archosauria
- Aviatyrannis
- Avimimus
- Avisaurus – một chim enantiornithine
- Avipes – có lẽ là một dinosauromorpha. Không phải khủng long
- Avisaurus – một chi chim enantiornithes
- Azendohsaurus – không phải khủng long. Một archosauromorpha

## B
| Mục lục: | A B C D E F G H I J K L M N O P Q R S T U V W X Y Z – Xem thêm |

- Baalsaurus
- Bactrosaurus
- Bagaceratops
- Bagaraatan
- Bagualia
- Bagualosaurus
- Bahariasaurus
- Bainoceratops[1]
- Bajadasaurus
- "Bakesaurus" – nomen nudum, Bactrosaurus
- Balaur - có lẽ là chim
- "Balochisaurus" – nomen nudum
- Bambiraptor
- Banji
- Bannykus
- Baotianmansaurus
- Barapasaurus
- Barilium
- Barosaurus
- Barrosasaurus
- Barsboldia
- Baryonyx
- "Bashunosaurus" – nomen nudum, Datousaurus
- Basutodon – không phải khủng long. Một archosauria
- Bathygnathus – một pelycosaur, Dimetrodon
- Batyrosaurus
- Baurutitan
- Bayannurosaurus
- "Bayosaurus" – nomen nudum
- Becklespinax - đồng nghĩa thứ của Altispinax
- "Beelemodon" – nomen nudum
- Beg
- Beibeilong
- Beipiaognathus - có thể là hóa thạch giả mạo
- Beipiaosaurus
- Beishanlong
- Bellusaurus
- Belodon – không phải khủng long. Một phytosauria
- Berberosaurus
- Betasuchus
- Bicentenaria
- Bienosaurus
- Bihariosaurus - có thể không được công nhận
- "Bilbeyhallorum" – nomen nudum; Cedarpelta
- Bissektipelta
- Bistahieversor
- "Blancocerosaurus" – nomen nudum, có lẽ là Giraffatitan
- Blasisaurus
- Blikanasaurus
- Bolong
- Bonapartenykus
- Bonapartesaurus
- Bonatitan
- Bonitasaura
- Borealopelta
- Borealosaurus
- Borogovia
- Bothriospondylus
- Brachiosaurus
- Brachyceratops
- Brachylophosaurus
- Brachypodosaurus
- Brachyrophus – đồng nghĩa thứ của Camptosaurus
- Brachytaenius – không phải khủng long. Một metriorhynchidae; đồng nghĩa thứ của Dakosaurus
- Brachytrachelopan
- Bradycneme
- Brasileosaurus – không phải khủng long. Một archosauria
- Brasilotitan
- Bravasaurus
- Bravoceratops
- Breviceratops
- Brohisaurus
- Brontomerus
- "Brontoraptor" – nomen nudum, có lẽ là Torvosaurus
- Brontosaurus
- Bruhathkayosaurus
- Bugenasaura – đồng nghĩa thứ của Thescelosaurus
- Buitreraptor
- Buriolestes
- "Byranjaffia" – nomen nudum; Byronosaurus
- Byronosaurus

## C
| Mục lục: | A B C D E F G H I J K L M N O P Q R S T U V W X Y Z – Xem thêm |

- Caenagnathasia
- Caenagnathus
- Caihong
- Calamosaurus
- "Calamospondylus" - tên tiền hữu, tên hiện tại là Calamosaurus
- Calamospondylus
- Callovosaurus
- Camarasaurus
- Camarillasaurus
- Camelotia
- Camposaurus
- "Camptonotus" – tên tiền hữu, tên hiện tại là Camptosaurus
- Camptosaurus
- "Campylodon" – tên tiền hữu, tên hiện tại là Campylodoniscus
- Campylodoniscus
- Canardia
- "Capitalsaurus" – nomen nudum
- Carcharodontosaurus
- Cardiodon
- Carnotaurus
- Caseosaurus
- Cathartesaura
- Cathetosaurus
- Caudipteryx
- Caudocoelus – đồng nghĩa thứ của Teinurosaurus
- Caulodon – đồng nghĩa thứ của Camarasaurus
- Cedarosaurus
- Cedarpelta
- Cedrorestes
- Centemodon – không phải khủng long. Một phytosauria
- Centrosaurus
- Cerasinops
- Ceratonykus
- Ceratops
- Ceratosaurus
- Cetiosauriscus
- Cetiosaurus
- Changchunsaurus
- "Changdusaurus" – nomen nudum
- Changmiania
- Changyuraptor
- Chaoyangsaurus
- Charonosaurus
- Chasmosaurus
- Chassternbergia – đồng nghĩa thứ của Edmontonia
- Chebsaurus
- Chenanisaurus
- Cheneosaurus – đồng nghĩa thứ của Hypacrosaurus
- Chialingosaurus
- Chiayusaurus
- Chienkosaurus – có lẽ là đồng nghĩa thứ của Szechuanosaurus
- "Chihuahuasaurus" – nomen nudum; Sonorasaurus
- Chilantaisaurus
- Chilesaurus
- Chindesaurus
- Chingkankousaurus
- Chinshakiangosaurus
- Chirostenotes
- Choconsaurus
- Chondrosteosaurus
- Choyrodon
- Chromogisaurus
- Chuandongocoelurus
- Chuanjiesaurus
- Chuanqilong
- Chubutisaurus
- Chungkingosaurus
- Chuxiongosaurus
- "Cinizasaurus" – nomen nudum
- Cionodon
- Citipati
- Citipes
- Cladeiodon – không phải khủng long. Một rauisuchia (Teratosaurus)
- Claorhynchus – có lẽ là Triceratops
- Claosaurus
- Clarencea – không phải khủng long. Một sphenosuchia (Sphenosuchus)
- Clasmodosaurus
- Clepsysaurus – một phytosauria, Palaeosaurus
- Coahuilaceratops
- Coelophysis
- "Coelosaurus" – tên tiền hữu
- Coeluroides
- Coelurosauravus – không phải khủng long. Một diapsida nguyên thủy
- Coelurus
- Colepiocephale
- Colonosaurus – chim. đồng nghĩa thứ của Ichthyornis dispar
- "Coloradia" – tên tiền hữu, tên hiện tại là Coloradisaurus
- Coloradisaurus
- "Colossosaurus" – nomen nudum; Pelorosaurus
- Comahuesaurus
- "Comanchesaurus" – nomen nudum
- Compsognathus
- Compsosuchus
- Concavenator
- Conchoraptor
- Condorraptor
- Convolosaurus
- Coronosaurus
- Corythoraptor
- Corythosaurus
- Craspedodon
- Crataeomus – đồng nghĩa thứ của Struthiosaurus
- Craterosaurus
- Creosaurus – đồng nghĩa thứ của Allosaurus
- Crichtonpelta
- Crichtonsaurus
- Cristatusaurus
- Crittendenceratops
- Crosbysaurus – không phải khủng long. Một archosauriformes
- Cruxicheiros
- Cryolophosaurus
- Cryptodraco – đồng nghĩa thứ (tên thay thế không cần thiết) của Cryptosaurus
- "Cryptoraptor" – nomen nudum
- Cryptosaurus
- Cryptovolans – đồng nghĩa thứ của Microraptor
- Cumnoria

## D
| Mục lục: | A B C D E F G H I J K L M N O P Q R S T U V W X Y Z – Xem thêm |

- Daanosaurus
- Dacentrurus
- "Dachongosaurus" – nomen nudum
- Daemonosaurus
- Dahalokely
- Dakosaurus – không phải khủng long. Một crocodilia metriorhynchidae
- Dakotadon
- Dakotaraptor
- Daliansaurus - một troodontidae
- "Damalasaurus" – nomen nudum
- Dandakosaurus
- Danubiosaurus – đồng nghĩa thứ của Struthiosaurus
- "Daptosaurus" – nomen nudum; tên trước đây của Deinonychus
- Darwinsaurus- đồng nghĩa thứ của Hypselospinus hoặc Mantellisaurus
- Dashanpusaurus
- Daspletosaurus
- Dasygnathoides – không phải khủng long. Một archosauria, có lẽ là đồng nghĩa thứ của Ornithosuchus
- "Dasygnathus" – tên tiền hữu, tên hiện tại là Dasygnathoides
- Datanglong
- Datousaurus
- Daurosaurus – đồng nghĩa thứ của Kulindadromeus
- Daxiatitan
- Deinocheirus
- Deinodon – có lẽ là Gorgosaurus
- Deinonychus
- Delapparentia – đồng nghĩa thứ của Iguanodon
- Deltadromeus
- Demandasaurus
- Denversaurus – đồng nghĩa thứ của Edmontonia
- Deuterosaurus – không phải khủng long. Một therapsida
- Diabloceratops
- Diamantinasaurus
- Dianchungosaurus – không phải khủng long. Một crocodilia
- "Diceratops" – tên tiền hữu, tên hiện tại là Nedoceratops
- Diceratus – đồng nghĩa thứ của Nedoceratops
- Diclonius
- Dicraeosaurus
- Dimetrodon – không phải khủng long. Một Synapsida
- Didanodon – đồng nghĩa của Lambeosaurus; có lẽ là nomen nudu
- Dilong
- Dilophosaurus
- Diluvicursor
- Dimodosaurus – đồng nghĩa thứ của Plateosaurus
- Dineobellator
- Dinheirosaurus – có lẽ là đồng nghĩa thứ của Supersaurus
- Dinodocus
- "Dinosaurus" – tên tiền hữu, hiện là đồng nghĩa thứ của Plateosaurus
- Dinotyrannus – đồng nghĩa thứ của Tyrannosaurus
- Diodorus - có lẽ không phải khủng long
- Diplodocus
- Diplotomodon
- Diracodon – đồng nghĩa thứ của Stegosaurus
- Dolichosuchus
- Dollodon – đồng nghĩa thứ của Mantellisaurus
- "Domeykosaurus" – nomen nudum, Atacamatitan
- Dongbeititan
- Dongyangopelta
- Dongyangosaurus
- Doratodon – không phải khủng long. Một crocodilia
- Doryphorosaurus – đồng nghĩa thứ (tên thay thế không cần thiết) của Kentrosaurus
- Draconyx
- Dracopelta
- Dracoraptor
- Dracorex – đồng nghĩa thứ của Pachycephalosaurus
- Dracovenator
- Dravidosaurus – không phải khủng long. Một plesiosauria
- Dreadnoughtus
- Drinker – đồng nghĩa thứ của Nanosaurus
- Dromaeosauroides
- Dromaeosaurus
- Dromiceiomimus - có lẽ là đồng nghĩa thứ của Ornithomimus
- Dromicosaurus – đồng nghĩa thứ của Massospondylus
- Drusilasaura
- Dryosaurus
- Dryptosauroides
- Dryptosaurus
- Dubreuillosaurus
- "Duranteceratops"  - nomen nudum
- Duriatitan
- Duriavenator
- Dynamosaurus – đồng nghĩa thứ của Tyrannosaurus
- Dynamoterror
- Dyoplosaurus
- Dysalotosaurus
- Dysganus
- Dyslocosaurus
- Dystrophaeus
- Dystylosaurus – đồng nghĩa thứ của Supersaurus

## E
| Mục lục: | A B C D E F G H I J K L M N O P Q R S T U V W X Y Z – Xem thêm |

- Echinodon

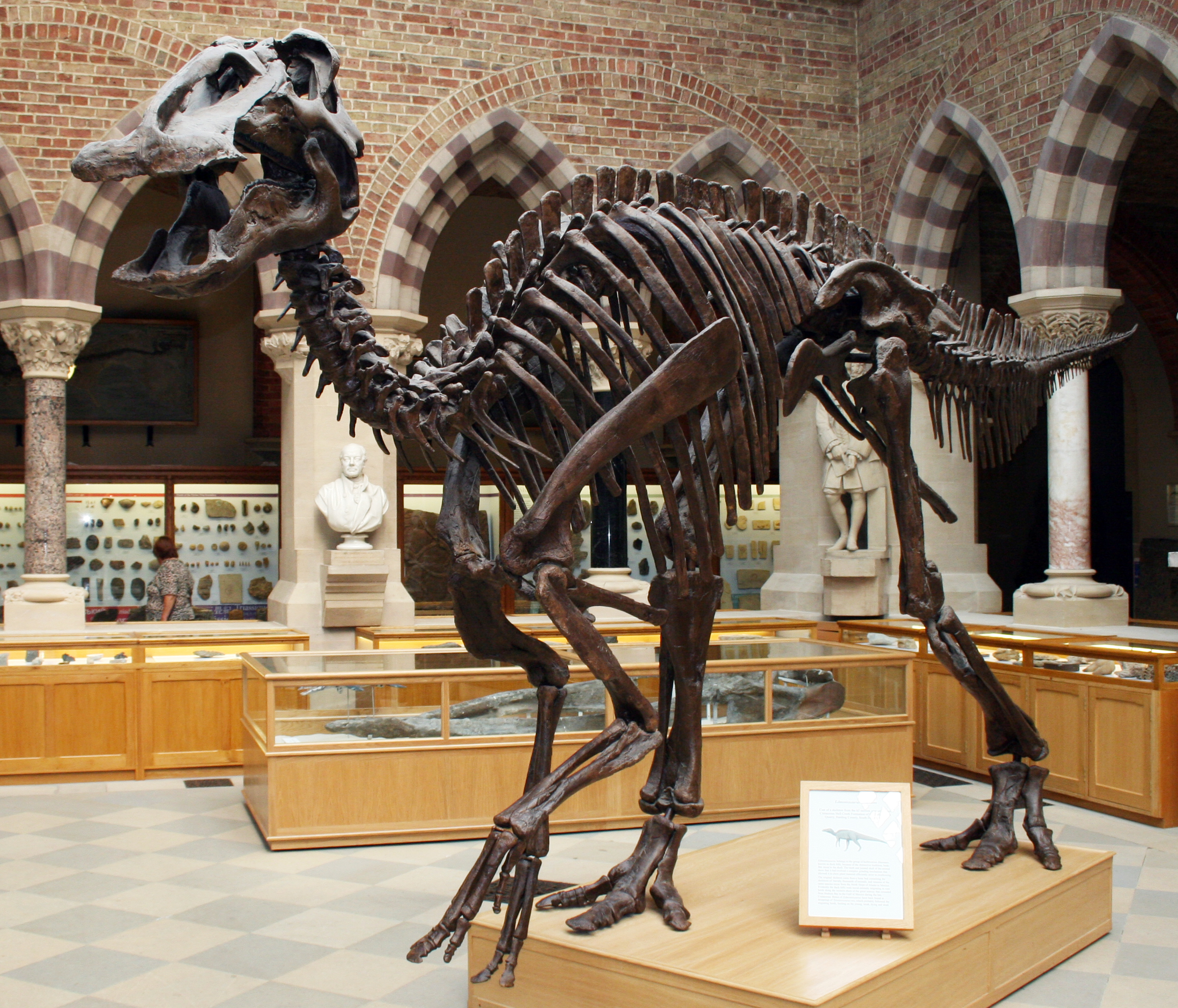
Mô hình bộ xương Edmontosaurus tại Bảo tàng Lịch sử Khoa học Tự nhiên Đại học Oxford

- Edmarka – đồng nghĩa thứ của Torvosaurus
- Edmontonia
- Edmontosaurus
- Efraasia
- Einiosaurus
- Ekrixinatosaurus
- Elachistosuchus – một rhynchocephalian
- Elaltitan
- Elaphrosaurus
- Elmisaurus
- Elopteryx
- Elosaurus – đồng nghĩa thứ của Brontosaurus
- Elrhazosaurus
- "Elvisaurus" – nomen nudum; Cryolophosaurus
- Emausaurus
- Embasaurus
- Enigmosaurus
- Eoabelisaurus
- Eobrontosaurus – đồng nghĩa thứ của Brontosaurus
- Eocarcharia
- Eoceratops – đồng nghĩa thứ của Chasmosaurus
- Eocursor
- Eodromaeus
- "Eohadrosaurus" – nomen nudum; Eolambia
- Eolambia
- Eomamenchisaurus
- "Eoplophysis" – nomen nudum
- Eoraptor
- Eosinopteryx
- Eotriceratops
- Eotyrannus
- Eousdryosaurus
- Epachthosaurus
- Epanterias – có lẽ là Allosaurus
- "Ephoenosaurus" – nomen nudum; Machimosaurus (một crocodilia)
- Epicampodon – thực ra là một archosauriformes proterosuchidae, Ankistrodon
- Epichirostenotes
- Epidendrosaurus – đồng nghĩa thứ của Scansoriopteryx
- Epidexipteryx
- Equijubus
- Erectopus
- Erketu
- Erliansaurus
- Erlikosaurus
- Erythrovenator
- Eshanosaurus
- "Euacanthus" – nomen nudum; đồng nghĩa thứ của Polacanthus
- Eucamerotus
- Eucentrosaurus – đồng nghĩa thứ (tên thay thế không cần thiết) của Centrosaurus
- Eucercosaurus
- Eucnemesaurus
- Eucoelophysis – có lẽ không phải khủng long
- "Eugongbusaurus" – nomen nudum
- Euhelopus
- Euoplocephalus
- Eupodosaurus – một nothosauria, đồng nghĩa với Lariosaurus
- "Eureodon" – nomen nudum; Tenontosaurus
- Eurolimnornis – thực ra là một pterosauria
- Euronychodon
- Europasaurus
- Europatitan
- Europelta
- Euskelosaurus
- Eustreptospondylus

## F
| Mục lục: | A B C D E F G H I J K L M N O P Q R S T U V W X Y Z – Xem thêm |

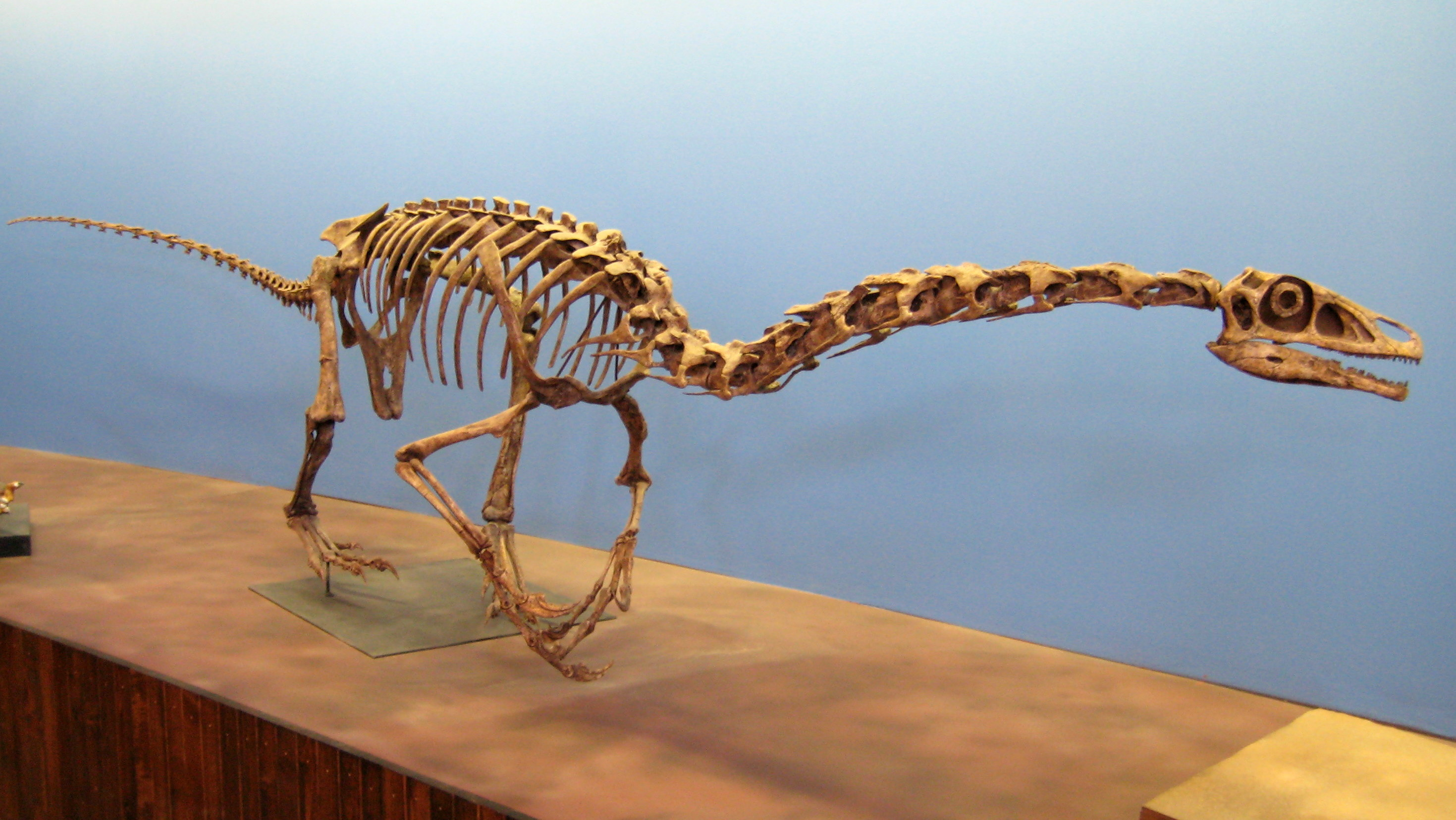
Mô hình bộ xương Falcarius tại Bảo tàng Lịch sử Tự nhiên Utah

- Fabrosaurus – có lẽ là Lesothosaurus
- Falcarius
- "Fendusaurus" – có lẽ nomen nudum
- "Fenestrosaurus" – nomen nudum; Oviraptor
- Ferganasaurus
- "Ferganastegos" – nomen nudum
- Ferganocephale
- Ferrisaurus
- Foraminacephale
- Fosterovenator
- Fostoria[2]
- Frenguellisaurus – đồng nghĩa thứ của Herrerasaurus
- Fruitadens
- Fukuiraptor
- Fukuisaurus
- Fukuititan
- Fukuivenator
- Fulengia
- Fulgurotherium
- Fushanosaurus
- "Fusinasus" – nomen nudum; Eotyrannus
- Fusuisaurus
- "Futabasaurus" – nomen nudum; không nên lẫn lộn với tên chính thức của plesiosauria Futabasaurus
- Futalognkosaurus

## G
| Mục lục: | A B C D E F G H I J K L M N O P Q R S T U V W X Y Z – Xem thêm |

- "Gadolosaurus" – nomen nudum
- Galeamopus
- Galesaurus – thực ra là một therapsid
- Galleonosaurus
- Gallimimus
- Galtonia – thực ra là một pseudosuchian; có lẽ là một đồng nghĩa thứ của Revueltosaurus
- Galveosaurus– là Galvesaurus
- Galvesaurus
- Gannansaurus
- "Gansutitan" - nomen nudum; Daxiatitan
- Ganzhousaurus
- Gargoyleosaurus
- Garrigatitan
- Garudimimus
- Gasosaurus
- Gasparinisaura
- Gastonia
- "Gavinosaurus" – nomen nudum; Eotyrannus
- Geminiraptor
- Genusaurus
- Genyodectes
- Geranosaurus
- Gideonmantellia
- Giganotosaurus
- Gigantoraptor
- "Gigantosaurus" - tên tiền hữu, tên hiện tại là Tornieria
- Gigantosaurus
- Gigantoscelus – đồng nghĩa thứ của Euskelosaurus
- Gigantspinosaurus
- Gilmoreosaurus
- "Ginnareemimus" – nomen nudum; Kinnareemimus
- Giraffatitan
- Glacialisaurus
- Glishades
- Glyptodontopelta
- Gnathovorax
- Gobiceratops
- Gobihadros
- Gobiraptor
- Gobipteryx – thực ra là một chi chim enantiornithes
- Gobisaurus
- Gobititan
- Gobivenator
- "Godzillasaurus" – nomen nudum; Gojirasaurus
- Gojirasaurus
- Gondwanatitan
- Gongbusaurus
- Gongpoquansaurus
- Gongxianosaurus
- Gorgosaurus
- Goyocephale
- Graciliceratops
- Graciliraptor
- Gracilisuchus – không phải khủng long. Một archosaur
- Gravitholus
- Gresslyosaurus – đồng nghĩa thứ của Plateosaurus
- Griphornis – đồng nghĩa thứ của Archaeopteryx
- Griphosaurus – đồng nghĩa thứ của Archaeopteryx
- Gryphoceratops
- Gryponyx
- Gryposaurus
- Gspsaurus - nomen nudum
- Guaibasaurus
- Gualicho
- Guanlong
- Gwyneddosaurus – một tanystrophid
- Gyposaurus – đồng nghĩa thứ của Massospondylus

## H
| Mục lục: | A B C D E F G H I J K L M N O P Q R S T U V W X Y Z – Xem thêm |

- "Hadrosauravus" – nomen nudum; đồng nghĩa thứ của Gryposaurus
- Hadrosaurus
- Haestasaurus
- Hagryphus
- Hallopus – thực ra là một crocodilia
- Halszkaraptor
- Halticosaurus
- Hanssuesia
- "Hanwulosaurus" – nomen nudum
- Haplocanthosaurus
- "Haplocanthus" – tên tiền hữu, tên hiện tại là Haplocanthosaurus
- Haplocheirus
- Harpymimus
- Haya
- Hecatasaurus – đồng nghĩa thứ của Telmatosaurus
- "Heilongjiangosaurus" – nomen nudum
- Heishansaurus
- Helioceratops
- "Helopus" – tên tiền hữu, tên hiện tại là Euhelopus
- Heptasteornis
- Herbstosaurus – thực ra là một pterosauria
- Herrerasaurus
- Hesperonychus
- Hesperornithoides
- Hesperosaurus
- Heterodontosaurus
- Heterosaurus – có lẽ là đồng nghĩa thứ của Mantellisaurus
- Hexing
- Hexinlusaurus
- Heyuannia
- Hierosaurus
- Hikanodon – đồng nghĩa thứ củaIguanodon
- Hippodraco
- "Hironosaurus" – nomen nudum
- "Hisanohamasaurus" – nomen nudum
- Histriasaurus
- Homalocephale
- "Honghesaurus" – nomen nudum; Yandusaurus
- Hongshanosaurus – đồng nghĩa thứ của Psittacosaurus
- Hoplitosaurus
- Hoplosaurus – đồng nghĩa thứ của Struthiosaurus
- Horshamosaurus
- Hortalotarsus – có lẽ là đồng nghĩa thứ của Massospondylus
- Huabeisaurus
- Hualianceratops
- Huanansaurus
- Huanghetitan
- Huangshanlong
- Huaxiagnathus
- Huaxiaosaurus – đồng nghĩa thứ của Shantungosaurus
- "Huaxiasaurus" – nomen nudum; Huaxiagnathus
- Huayangosaurus
- Hudiesaurus
- Huehuecanauhtlus
- Hulsanpes
- Hungarosaurus
- Huxleysaurus - đồng nghĩa thứ của Hypselospinus
- Hylaeosaurus
- Hylosaurus – đồng nghĩa thứ của Hylaeosaurus
- Hypacrosaurus
- Hypselorhachis – thực ra là một ctenosauriscidae
- Hypselosaurus
- Hypselospinus
- Hypsibema
- Hypsilophodon
- Hypsirophus – có lẽ là đồng nghĩa thứ của Stegosaurus

## I
| Mục lục: | A B C D E F G H I J K L M N O P Q R S T U V W X Y Z – Xem thêm |

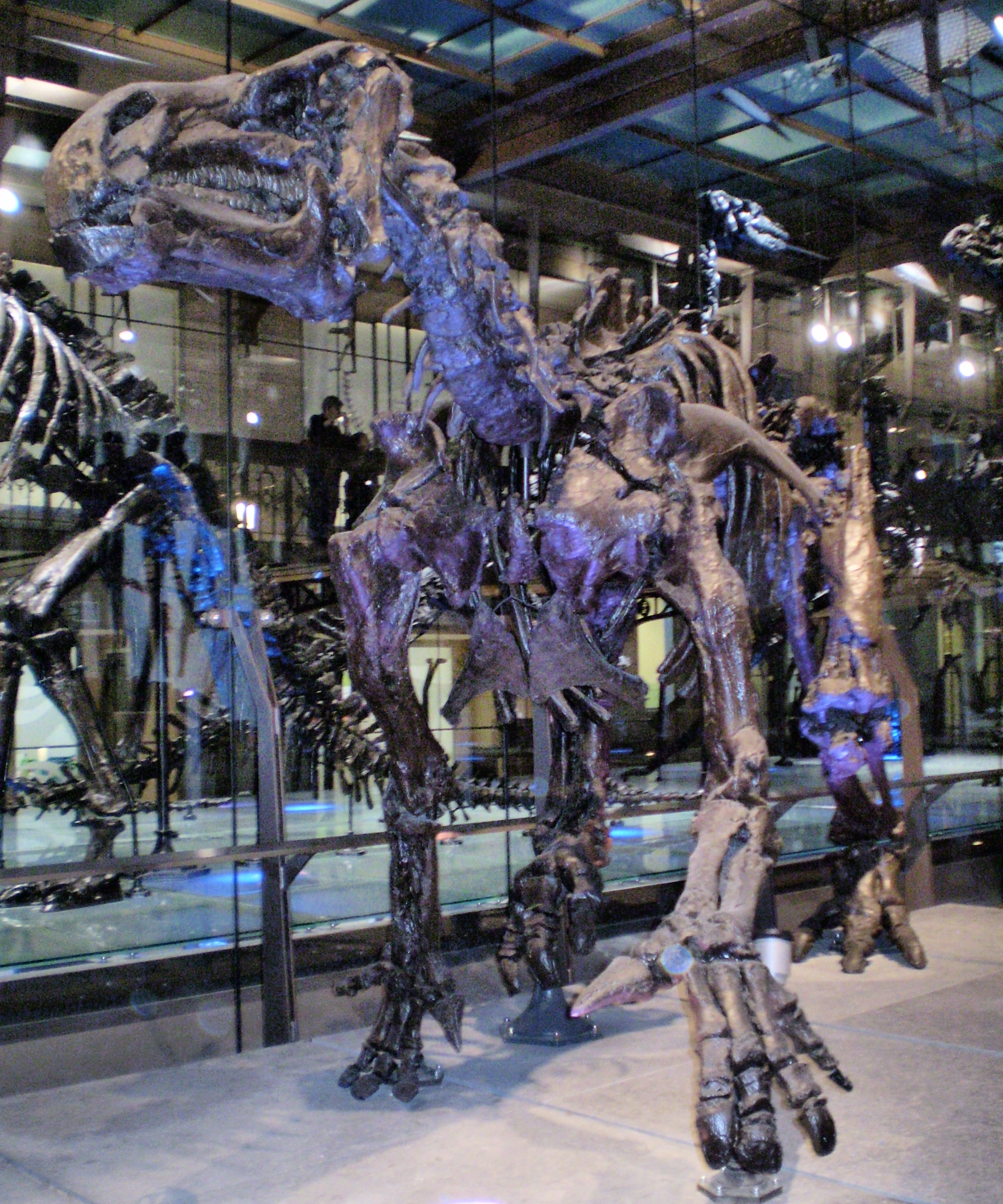
Bộ xương Iguanodon trong tư thế đi bốn chân tại Học viện Khoa học Tự nhiên Hoàng gia Bỉ ở Brussels

- "Ichabodcraniosaurus" – nomen nudum; Shri
- Ichthyovenator
- Ignavusaurus
- Ignotosaurus - có lẽ không phải khủng long
- Iguanacolossus
- Iguanodon
- "Iguanoides" – nomen nudum; Iguanodon
- "Iguanosaurus" – nomen nudum; Iguanodon
- Iliosuchus
- Ilokelesia
- Imperobator
- Incisivosaurus
- Indosaurus
- Indosuchus
- "Ingenia" – tên tiền hữu, tên hiện tại là Heyuannia yanshini
- Ingentia
- Inosaurus
- Invictarx
- Irisosaurus
- Irritator
- Isaberrysaura
- Isanosaurus
- Isasicursor
- Itapeuasaurus
- Ischisaurus – đồng nghĩa thứ của Herrerasaurus
- "Ischyrosaurus" – tên tiền hữu, chưa được tái định danh
- Isisaurus
- "Issasaurus" – nomen nudum; Dicraeosaurus
- Itemirus
- Iuticosaurus

## J
| Mục lục: | A B C D E F G H I J K L M N O P Q R S T U V W X Y Z – Xem thêm |

- Jainosaurus
- Jaklapallisaurus
- Janenschia
- Jaxartosaurus
- Jeholornis – chim
- Jeholosaurus

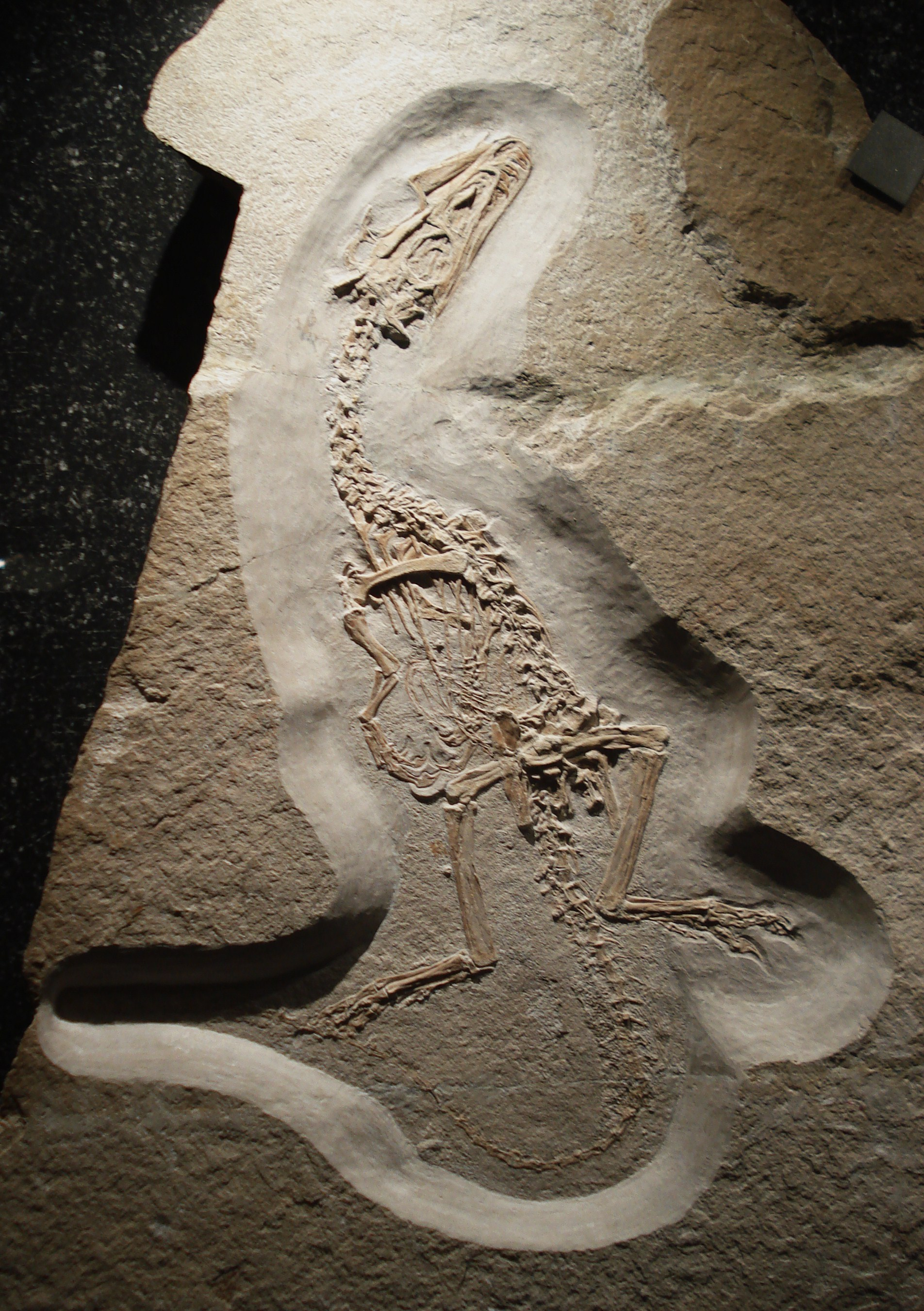
Hóa thạch Juravenator

- Jenghizkhan – đồng nghĩa thứ của Tarbosaurus
- "Jensenosaurus" – nomen nudum; Supersaurus
- Jeyawati
- Jianchangosaurus
- "Jiangjunmiaosaurus" – nomen nudum; Monolophosaurus
- Jiangjunosaurus
- Jiangshanosaurus
- Jiangxisaurus
- Jianianhualong
- Jinbeisaurus
- Jinfengopteryx
- Jingshanosaurus
- Jintasaurus
- Jinyunpelta
- Jinzhousaurus
- Jiutaisaurus
- Jixiangornis – chim
- Jobaria
- Jubbulpuria
- Judiceratops
- Jurapteryx – đồng nghĩa thứ của Archaeopteryx
- "Jurassosaurus" – nomen nudum; Tianchisaurus
- Juratyrant
- Juravenator

## K
| Mục lục: | A B C D E F G H I J K L M N O P Q R S T U V W X Y Z – Xem thêm |

- Kaatedocus
- "Kagasaurus" – nomen nudum
- Kaijiangosaurus
- Kaijutitan
- Kakuru
- Kamuysaurus
- Kangnasaurus
- Karongasaurus
- Katepensaurus
- "Katsuyamasaurus" – nomen nudum
- Kayentavenator
- Kazaklambia
- Kelmayisaurus
- Kemkemia
- Kentrosaurus

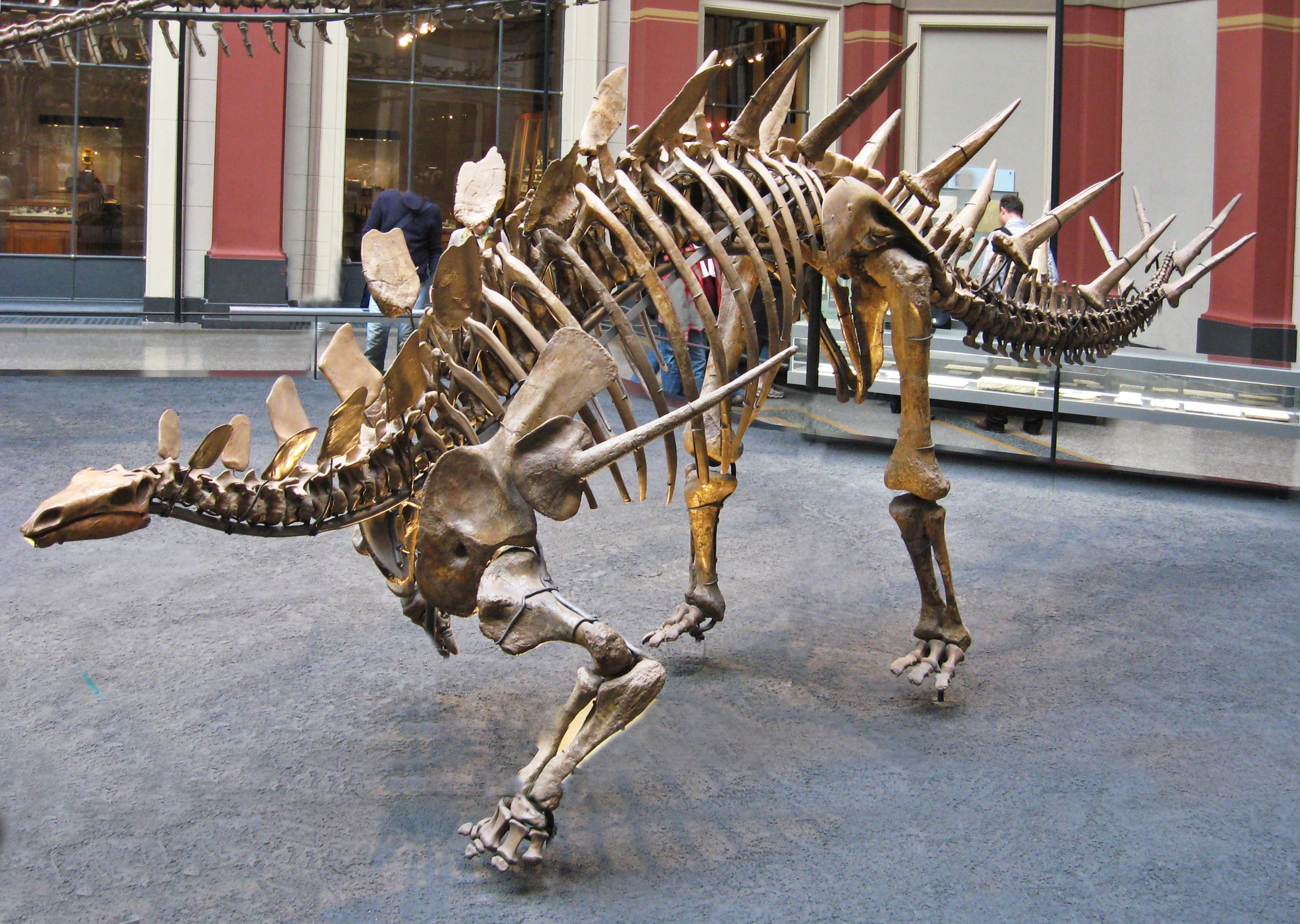
Bộ xương Kentrosaurus tại Bảo tàng Khoa học Tự nhiên Berlin

- Kentrurosaurus – đồng nghĩa thứ (tên thay thế không cần thiết) của Kentrosaurus
- Kerberosaurus
- Khaan
- "Khetranisaurus" – nomen nudum
- Kholumolumo
- Kileskus
- Kinnareemimus
- "Kitadanisaurus" – nomen nudum; Fukuiraptor
- "Kittysaurus" – nomen nudum; Eotyrannus
- Klamelisaurus
- Kol
- Komlosaurus
- Koparion
- Koreaceratops
- Koreanosaurus
- "Koreanosaurus" – nomen nudum; tên này sau được dùng cho một chi ornithopoda
- Koshisaurus
- Kosmoceratops
- Kotasaurus
- Koutalisaurus – đồng nghĩa thứ của Pararhabdodon
- Kritosaurus
- Kryptops
- Krzyzanowskisaurus – có lẽ là một pseudosuchia (Revueltosaurus?)
- Kukufeldia – đồng nghĩa thứ của Barilium
- Kulceratops
- Kulindadromeus
- Kulindapteryx – đồng nghĩa thứ của Kulindadromeus
- Kundurosaurus
- "Kunmingosaurus" – nomen nudum
- Kuszholia – có lẽ là một chim
- Kwanasaurus - có lẽ không phải khủng long

## L
| Mục lục: | A B C D E F G H I J K L M N O P Q R S T U V W X Y Z – Xem thêm |

- Labocania
- Labrosaurus – đồng nghĩa thứ của Allosaurus
- "Laelaps" – tên tiền hữu, tên hiện tại là Dryptosaurus
- Laevisuchus
- Lagerpeton – không phải khủng long. Thực ra là một dinosauromorpha phi khủng long
- Lagosuchus – thực ra là một dinosauromorpha phi khủng long
- Laiyangosaurus
- Lajasvenator
- Lamaceratops
- Lambeosaurus
- Lametasaurus
- Lamplughsaura
- Lanasaurus – đồng nghĩa thứ của Lycorhinus
- "Lancangosaurus" – lỗi chính tả của "Lancanjiangosaurus"
- "Lancanjiangosaurus" – nomen nudum
- Lanzhousaurus
- Laornis – thực ra là một loại chim
- Laosaurus
- Lapampasaurus
- Laplatasaurus
- Lapparentosaurus
- Laquintasaura
- Latenivenatrix
- Latirhinus
- Lavocatisaurus
- Leaellynasaura
- Ledumahadi
- Leinkupal
- Leipsanosaurus – đồng nghĩa thứ của Struthiosaurus
- "Lengosaurus" – nomen nudum; Eotyrannus
- Leonerasaurus
- Lepidus
- Leptoceratops
- Leptorhynchos
- Leptospondylus – đồng nghĩa thứ của Massospondylus
- Leshansaurus
- Lesothosaurus
- Lessemsaurus
- Levnesovia
- Lewisuchus – có lẽ không phải khủng long
- Lexovisaurus
- Leyesaurus
- Liaoceratops
- Liaoningosaurus
- Liaoningtitan
- Liaoningvenator - một troodontidae có lông
- Liassaurus - nomen nudum, có lẽ là Sarcosaurus
- Libycosaurus – thực ra là một động vật có vú anthracotheriidae
- Ligabueino
- Ligabuesaurus
- "Ligomasaurus" – nomen nudum, có lẽ là Giraffatitan
- "Likhoelesaurus" – nomen nudum; có lẽ là một chi phi khủng long nào đó
- Liliensternus
- Limaysaurus
- "Limnornis" – tên tiền hữu, tên hiện tại là Palaeocursornis (thực ra là một pterosauria)
- "Limnosaurus" – tên tiền hữu, tên hiện tại là Telmatosaurus
- Limusaurus
- Lingwulong
- Lingyuanosaurus
- Linhenykus
- Linheraptor
- Linhevenator
- Lirainosaurus
- Lisboasaurus – thực ra là một crocodilia
- Liubangosaurus
- Lohuecotitan
- Loncosaurus
- Longisquama – thực ra là một bò sát phi khủng long
- Longosaurus – đồng nghĩa thứ của Coelophysis
- Lophorhothon
- Lophostropheus
- Loricatosaurus
- Loricosaurus
- Losillasaurus
- Lourinhanosaurus
- Lourinhasaurus
- Luanchuanraptor
- "Luanpingosaurus" – nomen nudum; Psittacosaurus
- Lucianosaurus – thực ra là một archosauriformes phi khủng long
- Lucianovenator
- Lufengosaurus
- Lukousaurus
- Luoyanggia
- Lurdusaurus
- Lusitanosaurus
- Lusotitan
- Lusovenator
- Lutungutali - có lẽ không phải khủng long
- Lycorhinus
- Lythronax

## M
| Mục lục: | A B C D E F G H I J K L M N O P Q R S T U V W X Y Z – Xem thêm |

- Macelognathus – thực ra là một crocodilia sphenosuchia
- Machairasaurus
- Machairoceratops
- Macrocollum
- Macrodontophion - thực ra là một Lophotrochozoa
- Macrogryphosaurus
- Macrophalangia – đồng nghĩa thứ của Chirostenotes
- "Macroscelosaurus" – nomen nudum; có lẽ là đồng nghĩa thứ của Tanystropheus
- Macrurosaurus
- "Madsenius" – nomen nudum, Allosaurus
- Magnamanus
- Magnapaulia
- Magnirostris
- Magnosaurus
- "Magulodon" – nomen nudum
- Magyarosaurus
- Mahakala
- Mahuidacursor
- Maiasaura
- Majungasaurus
- Majungatholus – đồng nghĩa thứ của Majungasaurus
- Malarguesaurus
- Malawisaurus
- Maleevosaurus – đồng nghĩa thứ của Tarbosaurus
- Maleevus
- Mamenchisaurus
- Mandschurosaurus
- Manidens
- Manospondylus – đồng nghĩa của Tyrannosaurus
- Mansourasaurus
- Mantellisaurus
- Mantellodon – đồng nghĩa thứ của Mantellisaurus
- "Maojandino" - nomen nudum
- Mapusaurus
- Maraapunisaurus
- Marasuchus – thực ra là một dinosauromorpha phi khủng long
- "Marisaurus" – nomen nudum
- Marmarospondylus
- Marshosaurus
- Martharaptor
- Masiakasaurus
- Massospondylus
- Matheronodon
- Maxakalisaurus
- Medusaceratops
- "Megacervixosaurus" – nomen nudum
- "Megadactylus" – tên tiền hữu, tên hiện tại là Anchisaurus
- "Megadontosaurus" – nomen nudum; Microvenator
- Megalosaurus
- Megapnosaurus – đồng nghĩa thứ của Coelophysis
- Megaraptor
- Mei
- Melanorosaurus
- Mendozasaurus
- Mercuriceratops
- Metriacanthosaurus
- "Microcephale" – nomen nudum
- "Microceratops" – tên tiền hữu, tên hiện tại là Microceratus
- Microceratus
- Microcoelus
- "Microdontosaurus" – nomen nudum
- Microhadrosaurus
- Micropachycephalosaurus
- Microraptor
- Microvenator
- Mierasaurus
- "Mifunesaurus" – nomen nudum
- Minmi
- Minotaurasaurus
- Miragaia
- Mirischia
- Mnyamawamtuka
- Moabosaurus
- Mochlodon
- "Mohammadisaurus" – nomen nudum; Tornieria
- Mojoceratops – đồng nghĩa thứ của Chasmosaurus
- Mongolosaurus
- Mongolosaurus
- Mongolostegus
- Monkonosaurus
- Monoclonius
- Monolophosaurus
- "Mononychus" – tên tiền hữu, tên hiện tại là Mononykus
- Mononykus
- Montanoceratops
- Morinosaurus
- Moros
- Morosaurus – đồng nghĩa thứ của Camarasaurus
- Mosaiceratops
- "Moshisaurus" – nomen nudum; có lẽ là Mamenchisaurus
- "Mtapaiasaurus" – nomen nudum, có lẽ là Giraffatitan
- "Mtotosaurus" – nomen nudum; Dicraeosaurus
- Murusraptor
- Mussaurus
- Muttaburrasaurus
- Muyelensaurus
- Mymoorapelta

## N
| Mục lục: | A B C D E F G H I J K L M N O P Q R S T U V W X Y Z – Xem thêm |

- Naashoibitosaurus
- Nambalia
- Nankangia
- Nanningosaurus
- Nanosaurus
- Nanotyrannus - đồng nghĩa thứ của Tyrannosaurus
- Nanshiungosaurus
- Nanuqsaurus
- Nanyangosaurus
- Narambuenatitan
- Narindasaurus
- Nasutoceratops
- Natronasaurus – tên tự xuất bản, tên hiện nay là Alcovasaurus
- Navajoceratops
- Nebulasaurus
- "Nectosaurus" – tên tiền hữu, tên hiện tại là Kritosaurus
- Nedcolbertia
- Nedoceratops – có lẽ là đồng nghĩa thứ của Triceratops
- Neimongosaurus
- "Nemegtia" – tên tiền hữu, tên hiện tại là Nemegtomaia
- Nemegtomaia
- Nemegtonykus
- Nemegtosaurus
- "Neosaurus" – tên tiền hữu, đổi thành Parrosaurus, giờ là Hypsibema
- Neosodon
- Neovenator
- Neuquenraptor
- Neuquensaurus
- "Newtonsaurus" – nomen nudum, Zanclodon
- "Ngexisaurus" – nomen nudum
- Ngwevu
- Nhandumirim
- Nicksaurus - nomen manuscriptum
- Niebla
- Nigersaurus
- Ningyuansaurus
- Niobrarasaurus
- Nipponosaurus
- Noasaurus
- Nodocephalosaurus
- Nodosaurus
- Nomingia
- Nopcsaspondylus
- Normanniasaurus
- Notatesseraeraptor
- Nothronychus
- Notoceratops
- Notohypsilophodon (Notohypshilophodon)
- Nqwebasaurus
- "Nteregosaurus" – nomen nudum; Janenschia
- Nullotitan
- "Nurosaurus" – nomen nudum
- Nuthetes
- Nyasasaurus – có lẽ là một dinosauriformes phi khủng long
- "Nyororosaurus" – nomen nudum; Dicraeosaurus

## O
| Mục lục: | A B C D E F G H I J K L M N O P Q R S T U V W X Y Z – Xem thêm |

- Oceanotitan
- Ohmdenosaurus
- Ojoceratops - có lẽ là đồng nghĩa của Eotriceratops
- Ojoraptorsaurus
- Oksoko
- Oligosaurus
- Olorotitan
- Omeisaurus
- Omnivoropteryx - có lẽ là một loại chim
- "Omosaurus" – tên tiền hữu, tên hiện tại là Dacentrurus
- Onychosaurus – đồng nghĩa của Rhabdodon, hoặc một ankylosauria chưa rõ
- Oohkotokia
- Opisthocoelicaudia
- Oplosaurus
- "Orcomimus" – nomen nudum
- Orinosaurus – đồng nghĩa thứ (tên thay thế không cần thiết) của Orosaurus
- Orkoraptor
- Ornatotholus – đồng nghĩa thứ của Stegoceras
- Ornithodesmus
- "Ornithoides" – nomen nudum; Saurornithoides
- Ornitholestes
- Ornithomerus
- Ornithomimoides
- Ornithomimus
- Ornithopsis
- Ornithosuchus – thực ra là một archosauria phi khủng long
- Ornithotarsus – có lẽ là đồng nghĩa thứ của Hadrosaurus
- Orodromeus
- Orosaurus
- Orthogoniosaurus
- Orthomerus
- Oryctodromeus
- "Oshanosaurus" – nomen nudum
- Osmakasaurus
- Ostafrikasaurus
- Ostromia
- Othnielia – đồng nghĩa thứ của Nanosaurus
- Othnielosaurus – đồng nghĩa thứ của Nanosaurus
- "Otogosaurus" – nomen nudum
- Ouranosaurus
- Overoraptor
- Overosaurus
- Oviraptor
- "Ovoraptor" – nomen nudum; Velociraptor
- Owenodon
- Oxalaia - có lẽ là đồng nghĩa thứ của Spinosaurus
- Ozraptor

## P
| Mục lục: | A B C D E F G H I J K L M N O P Q R S T U V W X Y Z – Xem thêm |

- Pachycephalosaurus
- Pachyrhinosaurus
- Pachysauriscus – đồng nghĩa thứ của Plateosaurus
- Pachysaurops – đồng nghĩa thứ của Plateosaurus
- "Pachysaurus" – tên tiền hữu, tên hiện tại là Pachysauriscus; đồng nghĩa thứ của Plateosaurus
- Pachyspondylus – có lẽ là đồng nghĩa thứ của Massospondylus
- Pachysuchus
- Padillasaurus
- "Pakisaurus" – nomen nudum
- Palaeoctonus – thực ra là một phytosauria
- Palaeocursornis – thực ra là một pterosauria azhdarchoidae
- "Palaeolimnornis" – nomen nudum; Palaeocursornis, một pterosauria azhdarchoidae thuộc Azhdarchoidea
- Palaeopteryx – có lẽ là một loại chim
- Palaeosauriscus – đồng nghĩa thứ của Paleosaurus
- "Palaeosaurus" – tên tiền hữu, tên hiện tại là Paleosaurus
- "Palaeosaurus" – tên tiền hữu, tên hiện tại là Sphenosaurus, một procolophonid phi khủng long
- Palaeoscincus
- Paleosaurus – một archosaur phi khủng long
- Paludititan
- Paluxysaurus – đồng nghĩa thứ của Sauroposeidon
- Pampadromaeus
- Pamparaptor
- Panamericansaurus
- Pandoravenator
- Panguraptor
- Panoplosaurus
- Panphagia
- Pantydraco - có lẽ là đồng nghĩa thứ của Thecodontosaurus
- "Paraiguanodon" – nomen nudum; Bactrosaurus
- Paralititan
- Paranthodon
- Pararhabdodon
- Parasaurolophus
- Paraxenisaurus
- Pareiasaurus – thực ra là một pareiasauria
- Pareisactus
- Parksosaurus – nay được biết dưới tên Hypsibema missouriensis
- Paronychodon
- Parrosaurus – có lẽ là đồng nghĩa thứ của Hypsibema
- Parvicursor
- Patagonykus
- Patagosaurus
- Patagotitan
- Pawpawsaurus
- Pectinodon
- Pedopenna
- Pegomastax
- Peishansaurus
- Pekinosaurus – thực ra là một pseudosuchia; có lẽ là đồng nghĩa thứ của Revueltosaurus
- Pelecanimimus
- Pellegrinisaurus
- Peloroplites
- Pelorosaurus
- "Peltosaurus" – tên tiền hữu, tên hiện tại là Sauropelta
- Penelopognathus
- Pentaceratops
- Petrobrasaurus
- Phaedrolosaurus
- Philovenator
- Phuwiangosaurus
- Phuwiangvenator
- Phyllodon
- Piatnitzkysaurus
- Picrodon – có lẽ không phải khủng long
- Pinacosaurus
- Pisanosaurus - có lẽ không phải khủng long
- Pitekunsaurus
- Piveteausaurus
- Planicoxa
- Plateosauravus
- Plateosaurus
- Platyceratops
- Platypelta
- Plesiohadros
- Pleurocoelus – có lẽ là Astrodon
- Pleuropeltus – đồng nghĩa thứ của Struthiosaurus
- Pneumatoarthrus – thực ra là một loại rùa
- Pneumatoraptor
- Podokesaurus
- Poekilopleuron
- Polacanthoides – có lẽ là đồng nghĩa thứ của Hylaeosaurus hoặc Polacanthus
- Polacanthus
- Polyodontosaurus
- Polyonax
- Ponerosteus – một thằn lằn chúa phi khủng long
- Poposaurus – một thằn lằn chúa phi khủng long
- Postosuchus – một rauisuchia
- Powellvenator
- Pradhania
- Prenocephale
- Prenoceratops
- Priconodon
- Priodontognathus
- Proa
- Probactrosaurus
- Probrachylophosaurus
- Proceratops – đồng nghĩa thứ (tên thay thế không cần thiết) của Ceratops
- Proceratosaurus
- Procerosaurus – một tanystropheid protorosaur, Tanystropheus
- "Procerosaurus" – tên tiền hữu, tên hiện tại là Ponerosteus
- Procheneosaurus – đồng nghĩa thứ của Lambeosaurus
- Procompsognathus
- Prodeinodon
- "Proiguanodon" – nomen nudum; Iguanodon
- Propanoplosaurus
- Proplanicoxa – đồng nghĩa thứ của Mantellisaurus
- Prosaurolophus
- Protarchaeopteryx
- Protecovasaurus – thực ra là một archosauriformes phi khủng long
- Protiguanodon – đồng nghĩa thứ của Psittacosaurus
- Protoavis – được mô tả như một loại chim, có lẽ là chimera có chứa xương khủng long theropoda
- Protoceratops
- Protognathosaurus
- "Protognathus" – tên tiền hữu, tên hiện tại là Protognathosaurus
- Protohadros
- Protorosaurus – thực ra là một bò sát phi khủng long
- "Protorosaurus" – tên tiền hữu, tên hiện tại là Chasmosaurus
- "Protrachodon" – nomen nudum; Orthomerus
- "Proyandusaurus" – nomen nudum; Hexinlusaurus.
- Pseudolagosuchus – có lẽ không phải khủng long;  đồng nghĩa thứ của Lewisuchus
- Psittacosaurus
- Pteropelyx
- Pterospondylus
- Puertasaurus
- Pukyongosaurus
- Pulanesaura
- Punatitan
- Pycnonemosaurus
- Pyroraptor

## Q

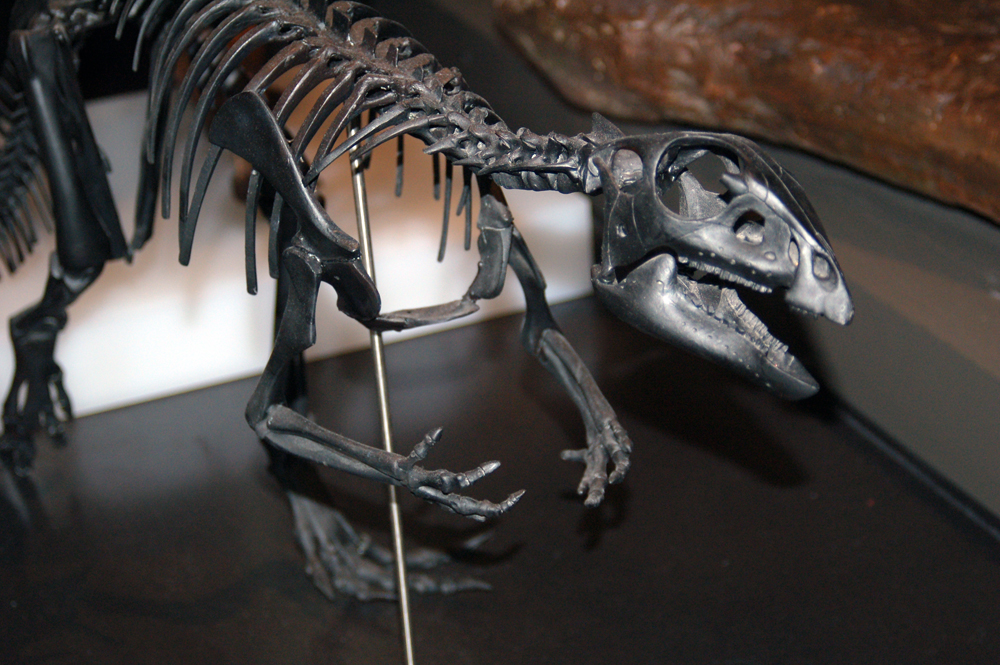
Mô hình bộ xương Qantassaurus tại Bảo tàng Úc, Sydney

| Mục lục: | A B C D E F G H I J K L M N O P Q R S T U V W X Y Z – Xem thêm |

- Qantassaurus
- Qianzhousaurus
- Qiaowanlong
- Qijianglong
- Qingxiusaurus
- Qinlingosaurus
- Qiupalong
- Qiupanykus
- Quaesitosaurus
- Quetecsaurus
- Quilmesaurus

## R
| Mục lục: | A B C D E F G H I J K L M N O P Q R S T U V W X Y Z – Xem thêm |

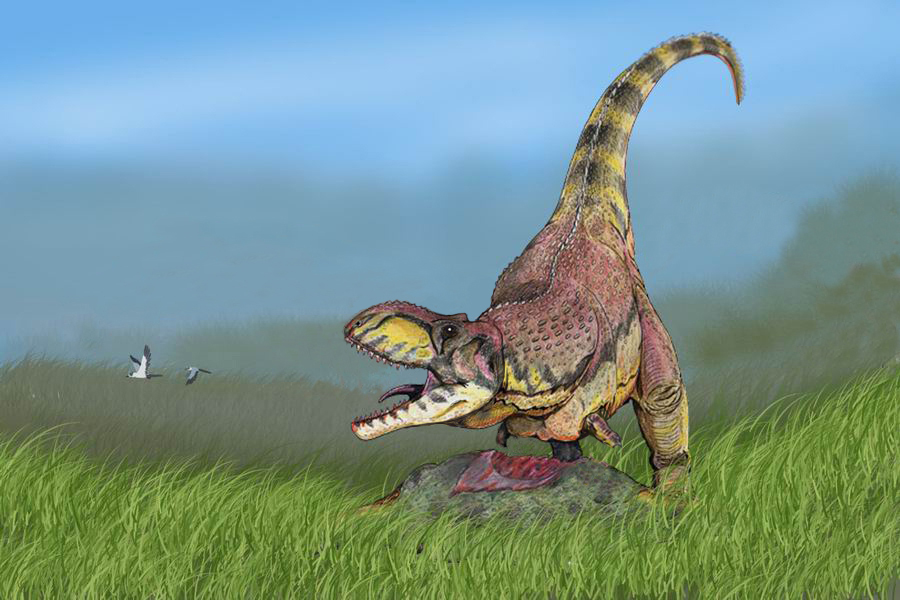
Rajasaurus

- Rachitrema – một chimera chủ yếu dựa trên hóa thạch ichthyosauria
- Rahiolisaurus
- "Rahona" – tên tiền hữu, tên hiện tại là Rahonavis
- Rahonavis – có lẽ là một loại chim
- Rajasaurus
- Rapator
- Rapetosaurus
- Raptorex - có lẽ là đồng nghĩa thứ của Tarbosaurus
- Ratchasimasaurus
- Rativates
- Rayososaurus
- Razanandrongobe – một crocodylomorpha
- Rebbachisaurus
- Regaliceratops
- Regnosaurus
- Revueltosaurus – thực ra là một pseudosuchia
- Rhabdodon
- Rhadinosaurus – có thể không phải khủng long, nếu vậy thì có lẽ là crocodilia
- Rhinorex - có lẽ là đồng nghĩa của Gryposaurus
- Rhodanosaurus – đồng nghĩa thứ của Struthiosaurus
- Rhoetosaurus
- Rhopalodon – thực ra là một synapsida
- Riabininohadros
- Richardoestesia
- "Rileya" – tên tiền hữu, tên hiện tại là Rileyasuchus
- Rileyasuchus – thực ra là một phytosauria
- Rinchenia
- Rinconsaurus
- Rioarribasaurus – đồng nghĩa thứ của Coelophysis
- "Riodevasaurus" - nomen nudum; Turiasaurus
- Riojasaurus
- Riojasuchus – thực ra là một archosauria phi khủng long
- Rocasaurus
- "Roccosaurus" – nomen nudum; Melanorosaurus
- Rubeosaurus - có lẽ là đồng nghĩa thứ của Styracosaurus
- Ruehleia
- Rugocaudia
- Rugops
- Rukwatitan
- Ruyangosaurus

## S
| Mục lục: | A B C D E F G H I J K L M N O P Q R S T U V W X Y Z – Xem thêm |

- Sacisaurus –  có lẽ không phải khủng long
- Sahaliyania
- Saichania
- Saldamosaurus
- "Salimosaurus" – nomen nudum, có lẽ là Giraffatitan
- Saltasaurus
- Saltopus – có lẽ là một dinosauromorpha phi khủng long
- "Saltriosaurus" – nomen nudum
- Saltriovenator
- "Sanchusaurus" – nomen nudum, Gallimimus
- "Sangonghesaurus" – nomen nudum', Tianchisaurus
- Sanjuansaurus
- Sanpasaurus
- Santanaraptor
- Sanxiasaurus
- Sarahsaurus
- Saraikimasoom - nomen manuscriptum
- Sarcolestes
- Sarcosaurus
- Saturnalia
- "Sauraechinodon" – nomen nudum; Echinodon
- "Sauraechmodon" - nomen nudum; Echinodon
- "Saurechinodon" - nomen nudum; Echinodon
- Saurolophus
- Sauroniops - có lẽ là đồng nghĩa của Carcharodontosaurus
- Sauropelta
- Saurophaganax
- "Saurophagus" – tên tiền hữu, tên hiện tại là Saurophaganax
- Sauroplites
- "Sauropodus"[3] – nomen nudum
- Sauroposeidon
- Saurornithoides
- Saurornitholestes
- Savannasaurus
- Scansoriopteryx
- Scaphonyx – thực ra là một rhynchosauria, Hyperodapedon
- Scelidosaurus
- Schleitheimia
- Scipionyx
- Sciurumimus
- Scleromochlus – thực ra là một avemetatarsalia phi khủng long
- Scolosaurus
- Scutellosaurus
- Secernosaurus
- Sefapanosaurus
- Segisaurus
- Segnosaurus
- Seismosaurus – đồng nghĩa thứ của Diplodocus
- Seitaad
- Sektensaurus
- "Selimanosaurus" – nomen nudum; Dicraeosaurus
- Sellacoxa – có lẽ là đồng nghĩa thứ của Barilium
- Sellosaurus – đồng nghĩa thứ của Plateosaurus
- Serendipaceratops
- Serikornis
- Shamosaurus
- Shanag
- Shanshanosaurus – đồng nghĩa thứ của Tarbosaurus
- Shantungosaurus
- Shanxia
- Shanyangosaurus
- Shaochilong
- Shenzhouraptor – thực ra là một loại chim; có vẻ là đồng nghĩa thứ của Jeholornis.[4]
- Shenzhousaurus
- Shidaisaurus
- Shingopana
- Shishugounykus
- Shixinggia
- Shri
- Shuangmiaosaurus
- Shunosaurus
- Shuvosaurus – thực ra là một rauisuchia
- Shuvuuia
- Siamodon
- "Siamodracon" - nomen nudum
- Siamosaurus
- Siamotyrannus
- Siamraptor
- Siats
- "Sibirosaurus" - nomen nudum, Sibirotitan
- Sibirotitan
- "Sidormimus" - nomen nudum
- Sigilmassasaurus - có lẽ là đồng nghĩa thứ của Spinosaurus
- Silesaurus – có lẽ không phải khủng long
- Siluosaurus
- Silvisaurus
- Similicaudipteryx
- Sinankylosaurus
- Sinocalliopteryx
- Sinoceratops
- Sinocoelurus
- Sinopelta - đồng nghĩa thứ của Sinopeltosaurus
- "Sinopeltosaurus" - nomen nudum
- Sinopliosaurus - một pliosaur;  loài "S." fusuiensis thực là là một khủng long có lẽ đồng nghĩa với Siamosaurus
- Sinornithoides
- Sinornithomimus
- Sinornithosaurus
- Sinosauropteryx
- Sinosaurus
- Sinotyrannus
- Sinovenator
- Sinraptor
- Sinusonasus
- Sirindhorna
- Skorpiovenator
- "Smilodon" – tên tiền hữu, tên hiện tại là Zanclodon
- Smitanosaurus
- Sonidosaurus
- Sonorasaurus
- Soriatitan
- Soumyasaurus - có lẽ không phải khủng long
- Sphaerotholus
- Sphenosaurus – thực ra là một bò sát phi khủng long
- Sphenospondylus - đồng nghĩa thứ của Mantellisaurus
- Spiclypeus
- Spinophorosaurus
- Spinops
- Spinosaurus
- Spinostropheus
- Spinosuchus – thực ra là một bò sát phi khủng long
- Spondylosoma – một aphanosaur
- Squalodon – thực ra là một loại cá voi
- Staurikosaurus
- Stegoceras
- Stegopelta
- Stegosaurides
- Stegosaurus
- Stellasaurus
- Stenonychosaurus
- Stenopelix
- Stenotholus – đồng nghĩa thứ của Stygimoloch
- Stephanosaurus – đồng nghĩa thứ của Lambeosaurus
- "Stereocephalus" – tên tiền hữu, tên hiện tại là Euoplocephalus
- "Stereosaurus" – nomen nudum; có lẽ là plesiosauria
- Sterrholophus – đồng nghĩa thứ của Triceratops
- Stokesosaurus
- Stormbergia – đồng nghĩa thứ của Lesothosaurus
- Strenusaurus – đồng nghĩa thứ của Riojasaurus
- Streptospondylus
- Struthiomimus
- Struthiosaurus
- Stygimoloch – có lẽ là đồng nghĩa thứ cửa Pachycephalosaurus
- Stygivenator – đồng nghĩa thứ của Tyrannosaurus
- Styracosaurus
- Succinodon – thực ra là một lổ đào của động vật thân mềm được hóa thạch
- Suchomimus
- Suchoprion – thực ra là một phytosauria
- Suchosaurus - có lẽ là đồng nghĩa thứ của Baryonyx
- "Sugiyamasaurus" – nomen nudum
- "Sulaimanisaurus" – nomen nudum
- Supersaurus
- Suskityrannus
- Suuwassea
- Suzhousaurus
- Symphyrophus – đồng nghĩa thứ của Camptosaurus
- Syngonosaurus
- "Syntarsus" – tên tiền hữu, tái danh Megapnosaurus nay là đồng nghĩa thứ của Coelophysis
- Syrmosaurus – đồng nghĩa thứ của Pinacosaurus
- Szechuanosaurus

## T
| Mục lục: | A B C D E F G H I J K L M N O P Q R S T U V W X Y Z – Xem thêm |

- Tachiraptor
- Talarurus
- Talenkauen
- Talos
- Tambatitanis
- Tangvayosaurus
- Tanius
- Tanycolagreus
- Tanystropheus – một protosaur
- Tanystrosuchus – có lẽ là đồng nghĩa thứ của Halticosaurus hoặc Liliensternus
- Taohelong
- Tapinocephalus – thực ra là một therapsida
- Tapuiasaurus
- Tarascosaurus
- Tarbosaurus
- Tarchia
- Tastavinsaurus
- Tatankacephalus
- Tatankaceratops
- Tataouinea
- Tatisaurus
- Taurovenator - có lẽ là đồng nghĩa của Mapusaurus
- Taveirosaurus
- Tawa
- Tawasaurus – đồng nghĩa thứ của Lufengosaurus
- Tazoudasaurus
- Technosaurus – có lẽ không phải khủng long
- Tecovasaurus – thực ra là một archosauriformes phi khủng long
- Tehuelchesaurus
- "Teihivenator" – nomen nudum
- Teinurosaurus
- "Teleocrater" – một avemetatarsalian
- Telmatosaurus
- "Tenantosaurus" – nomen nudum; Tenontosaurus
- "Tenchisaurus" - nomen nudum; thực ra là một tên do bảo tàng đặt cho Tianchisaurus
- Tendaguria
- Tengrisaurus
- Tenontosaurus
- Teratophoneus
- Teratosaurus – thực ra là một archosauria phi khủng long
- Termatosaurus – thực ra là một phytosaur
- Terminocavus
- Tethyshadros
- Tetragonosaurus – đồng nghĩa thứ của Lambeosaurus
- Texacephale
- Texasetes
- Teyuwasu - có lẽ là đồng nghĩa thứ của Staurikosaurus
- Thanatotheristes - có lẽ là đồng nghĩa của Daspletosaurus
- Thanos
- Thecocoelurus
- Thecodontosaurus
- Thecospondylus
- Theiophytalia
- Therizinosaurus
- Therosaurus - đồng nghĩa của Iguanodon
- Thescelosaurus
- Thespesius
- "Thotobolosaurus" – nomen nudum; Kholumolumo
- Tianchisaurus
- "Tianchungosaurus" – nomen nudum; Dianchungosaurus (crocodilia)
- Tianyulong
- Tianyuraptor
- Tianzhenosaurus
- Tichosteus
- Tienshanosaurus
- Timimus
- Titanoceratops
- Titanosaurus
- "Titanosaurus" – tên tiền hữu, tên hiện tại là Atlantosaurus
- Tochisaurus
- "Tomodon" – tên tiền hữu, tên hiện tại là Diplotomodon
- Tonganosaurus
- Tongtianlong
- "Tonouchisaurus" – nomen nudum
- Torilion – đồng nghĩa thứ của Barilium
- Tornieria
- Torosaurus – có lẽ là dạng trưởng thành của Triceratops
- Torvosaurus
- Tototlmimus
- Trachodon
- Tralkasaurus
- Tratayenia
- Traukutitan
- Trialestes – crocodylomorph
- "Triassolestes" – tên tiền hữu, tên hiện tại là Trialestes
- Tribelesodon –  đồng nghĩa thứ của Tanystropheus, một protorosaur
- Triceratops
- Trierarchuncus
- Trigonosaurus
- Trimucrodon
- Trinisaura
- Triunfosaurus
- Troodon
- Tsaagan
- Tsagantegia
- Tsintaosaurus
- Tugulusaurus
- Tuojiangosaurus
- Turanoceratops
- Turiasaurus
- Tylocephale
- Tylosteus – đồng nghĩa thứ của Pachycephalosaurus
- Tyrannosaurus - khủng long bạo chúa
- Tyrannotitan

## U
| Mục lục: | A B C D E F G H I J K L M N O P Q R S T U V W X Y Z – Xem thêm |

- Uberabatitan
- Ubirajara
- Udanoceratops

Bản vẽ minh họa sọ của Udanoceratops

- Ugrosaurus – có lẽ là đồng nghĩa thứ của Triceratops
- Ugrunaaluk – có lẽ là đồng nghĩa thứ của Edmontosaurus
- Uintasaurus – đồng nghĩa thứ của Camarasaurus
- Ultrasauros – đồng nghĩa thứ của Supersaurus
- "Ultrasaurus" – tên tiền hữu, tái danh Ultrasauros nay đồng nghĩa thứ của Supersaurus
- Ultrasaurus
- "Umarsaurus" – nomen nudum; Barsboldia
- Unaysaurus
- Unenlagia
- Unescoceratops
- "Unicerosaurus" – nomen nudum, thực ra là một loại cá
- Unquillosaurus
- Urbacodon
- Utahceratops
- Utahraptor
- Uteodon

## V
| Mục lục: | A B C D E F G H I J K L M N O P Q R S T U V W X Y Z – Xem thêm |

- Vagaceratops
- Vahiny

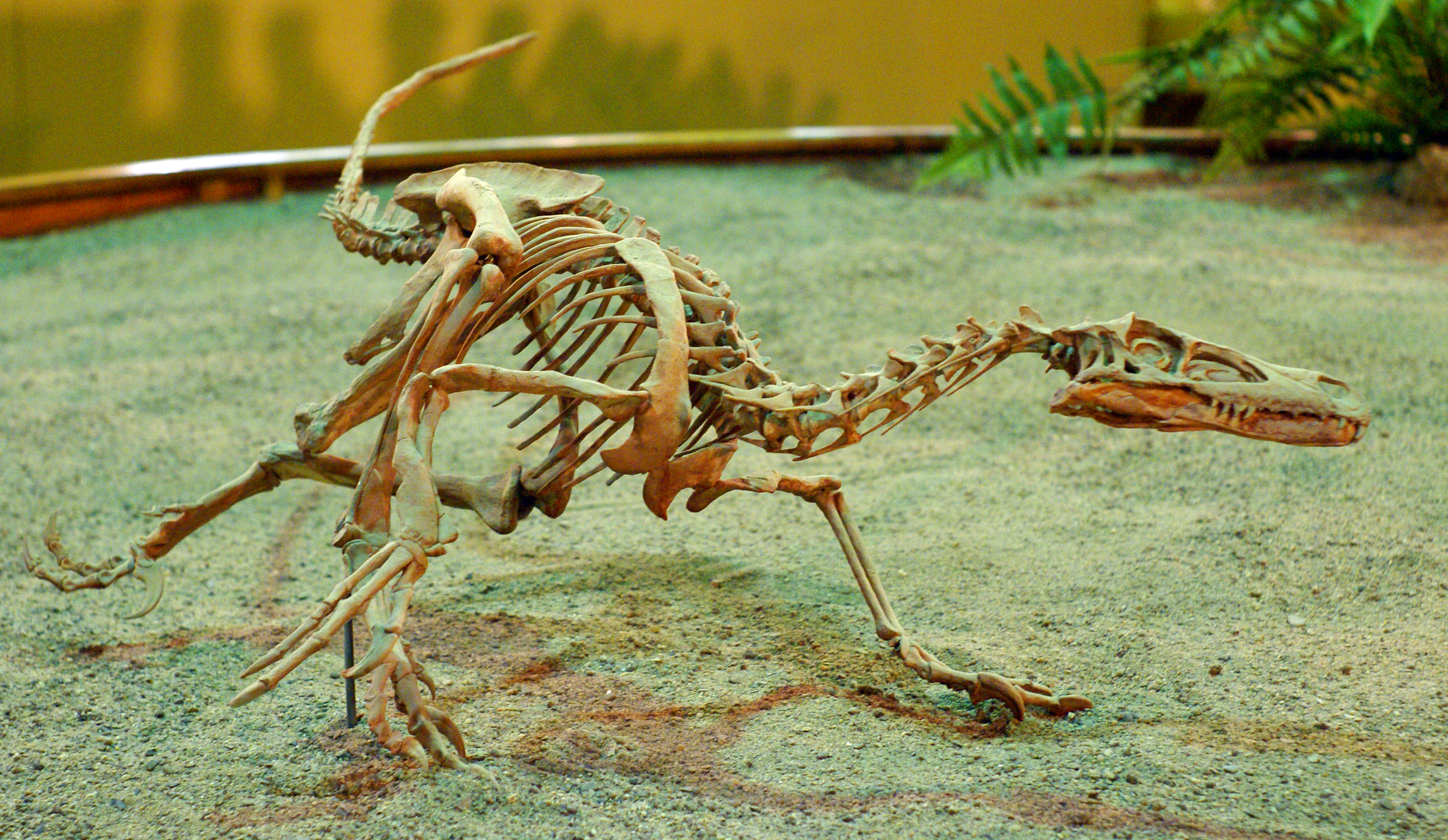
Mô hình bộ xương Velociraptor tại Trung tâm Khủng long Wyoming

- Valdoraptor - có lẽ là đồng nghĩa của Thecocoelurus
- Valdosaurus
- Vallibonavenatrix
- Variraptor
- Vayuraptor
- Vectaerovenator
- Vectensia – đồng nghĩa thứ của Polacanthus hoặc Hylaeosaurus
- Vectisaurus – đồng nghĩa thứ của Mantellisaurus
- Velafrons
- Velocipes
- Velociraptor
- Velocisaurus
- Venaticosuchus – thực ra là một archosauria phi khủng long
- Venenosaurus
- Vespersaurus
- Veterupristisaurus
- Viavenator
- "Vitakridrinda" - nomen nudum
- "Vitakrisaurus" - nomen nudum
- Volgatitan
- Volkheimeria
- Vouivria
- Vulcanodon

## W
| Mục lục: | A B C D E F G H I J K L M N O P Q R S T U V W X Y Z – Xem thêm |

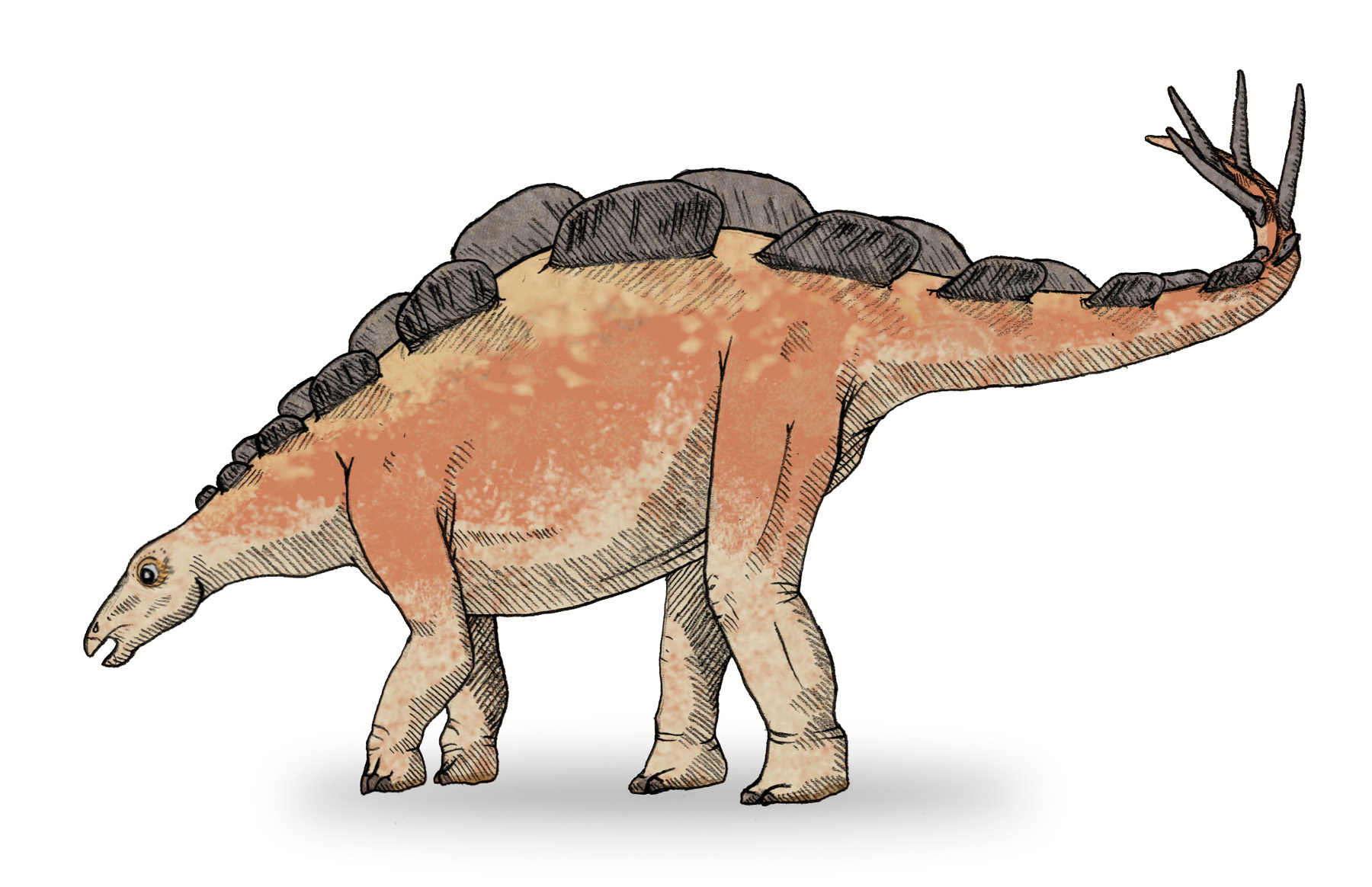
Tranh họa sĩ vẽ Wuerhosaurus

- Wadhurstia – đồng nghĩa thứ của Hypselospinus
- Wakinosaurus
- Walgettosuchus - có lẽ là đồng nghĩa của Rapator
- "Walkeria" – tên tiền hữu, tên hiện tại là Alwalkeria
- "Walkersaurus" – nomen nudum; Duriavenator
- Wamweracaudia
- "Wangonisaurus" – nomen nudum, có lẽ là Giraffatitan
- Wannanosaurus
- Weewarrasaurus
- Wellnhoferia – có lẽ đồng nghĩa thứ của Archaeopteryx
- Wendiceratops
- Willinakaqe
- Wintonotitan
- Wuerhosaurus
- Wulagasaurus
- Wulatelong
- Wulong
- Wyleyia – có lẽ là chim
- "Wyomingraptor" – nomen nudum, có lẽ là Allosaurus

## X
| Mục lục: | A B C D E F G H I J K L M N O P Q R S T U V W X Y Z – Xem thêm |

- Xenoceratops
- Xenoposeidon
- Xenotarsosaurus
- Xianshanosaurus
- Xiaosaurus
- Xiaotingia
- Xingtianosaurus
- Xingxiulong
- Xinjiangovenator
- Xinjiangtitan
- Xiongguanlong
- Xixianykus
- Xixiasaurus
- Xixiposaurus
- Xiyunykus
- Xuanhanosaurus
- Xuanhuaceratops

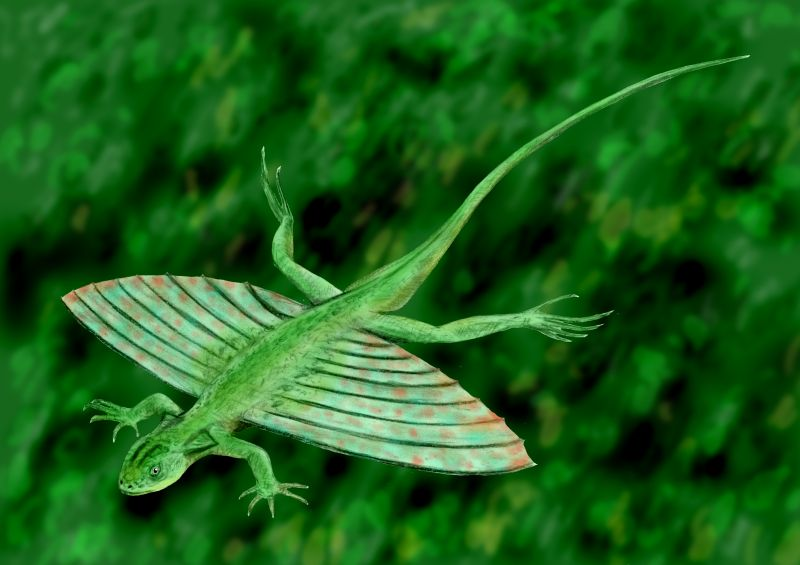
Tranh họa sĩ vẽ Xianglong

- "Xuanhuasaurus" – nomen nudum; Xuanhuaceratops
- Xunmenglong
- Xuwulong

## Y
| Mục lục: | A B C D E F G H I J K L M N O P Q R S T U V W X Y Z – Xem thêm |

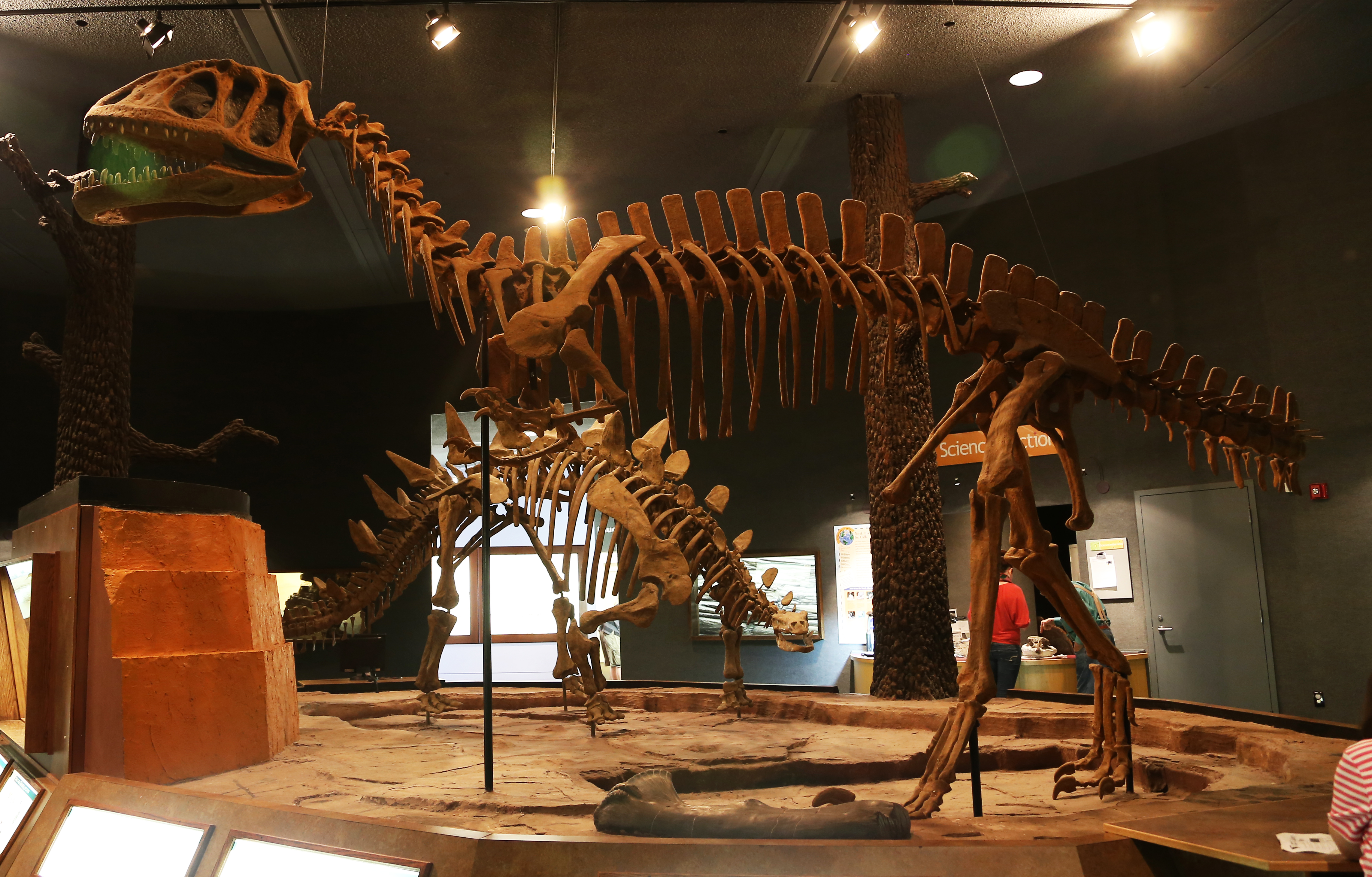
Bộ xương Yangchuanosaurus tại Bảo tàng Lịch sử Tự nhiên Delaware

- Yaleosaurus – đồng nghĩa thứ của Anchisaurus
- Yamaceratops
- Yamanasaurus
- Yandusaurus
- Yangchuanosaurus
- Yanornis – thực ra là một loại chim
- Yaverlandia
- Yehuecauhceratops
- "Yezosaurus" – nomen nudum; thực ra là một mosasauroidea
- Yi
- "Yibinosaurus" – nomen nudum
- Yimenosaurus
- Yingshanosaurus
- Yinlong
- Yixianosaurus
- Yizhousaurus
- Yongjinglong
- "Yuanmouraptor" – nomen nudum
- Yuanmousaurus
- Yueosaurus
- Yulong
- Yunganglong
- Yunmenglong
- Yunnanosaurus
- "Yunxianosaurus" – nomen nudum
- Yunyangosaurus
- Yurgovuchia
- Yutyrannus

## Z
| Mục lục: | A B C D E F G H I J K L M N O P Q R S T U V W X Y Z – Xem thêm |

- Zalmoxes
- Zanabazar
- Zanclodon – phi khủng long
- Zapalasaurus
- Zapsalis
- Zaraapelta

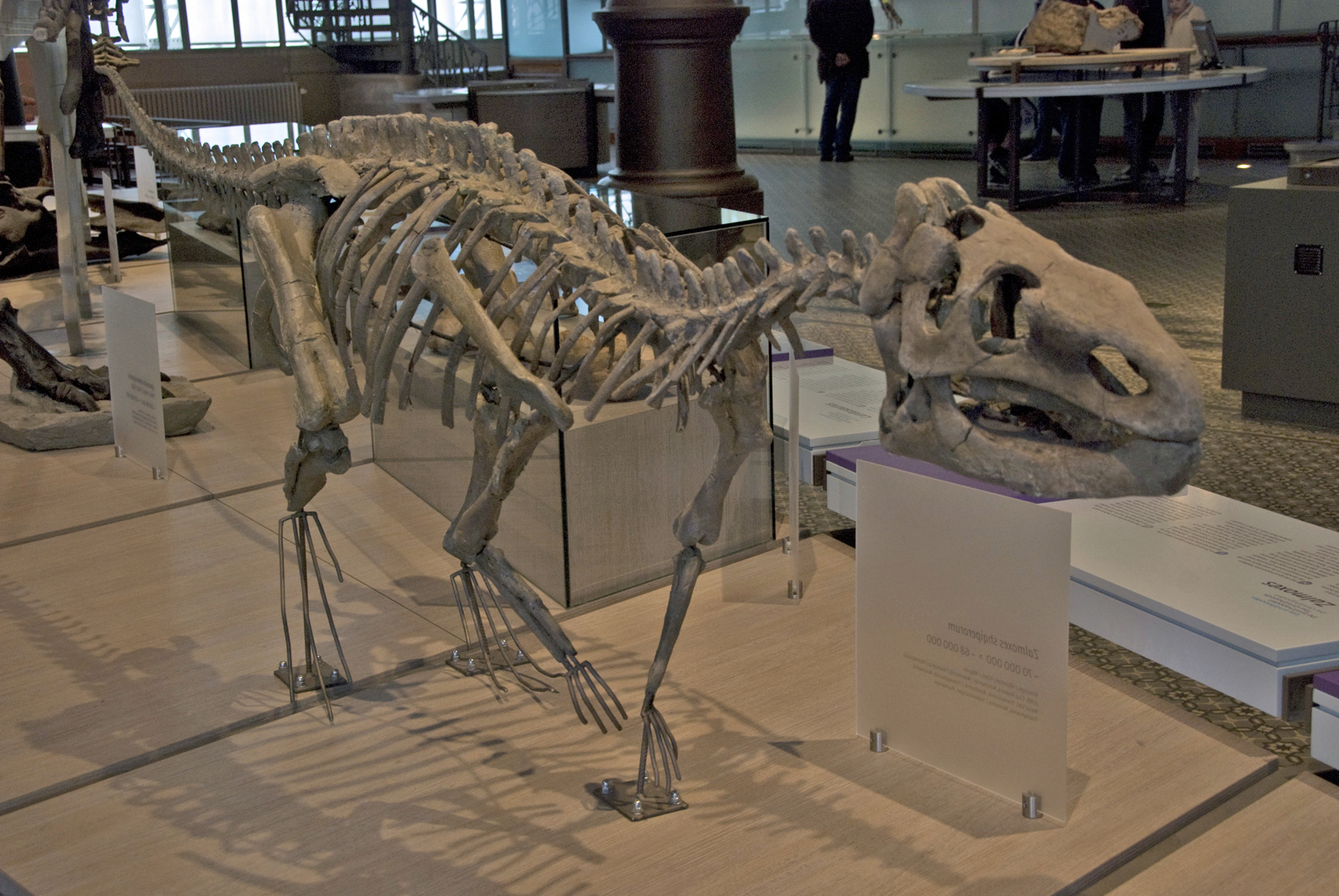
Mô hình bộ xương Zalmoxes

- Zatomus – thực ra là một archosauria phi khủng long
- Zby
- Zephyrosaurus
- Zhanghenglong
- Zhejiangosaurus
- Zhenyuanlong
- Zhongornis – có lẽ là chim
- Zhongjianosaurus
- Zhongyuansaurus
- Zhuchengceratops
- Zhuchengosaurus – đồng nghĩa thứ của Shantungosaurus
- Zhuchengtitan
- Zhuchengtyrannus
- Ziapelta
- Zigongosaurus – có lẽ đồng nghĩa thứ của Mamenchisaurus
- Zizhongosaurus
- Zuniceratops
- "Zunityrannus" – nomen nudum, Suskityrannus
- Zuolong
- Zuoyunlong
- Zupaysaurus
- Zuul